# Bob Dylan
Robert Dylan (tên khai sinh Robert Allen Zimmerman; sinh ngày 24 tháng 5 năm 1941) là một nam ca sĩ kiêm sáng tác nhạc người Mỹ. Được tạp chí Rolling Stone đánh giá là một trong những nhạc sĩ vĩ đại nhất mọi thời đại, Dylan là một nhân vật quan trọng của nền văn hóa đại chúng trong suốt sự nghiệp kéo dài hơn 60 năm. Phần lớn các sản phẩm nổi tiếng nhất của ông bắt nguồn từ những năm 1960, khi các bài hát như "Blowin' in the Wind" (1963) và "The Times They Are a-Changin'" (1964) trở thành thánh ca của phong trào dân quyền và phản chiến. Lời bài hát của ông trong thời kỳ này chủ yếu nói về các vấn đề chính trị, xã hội, triết học, văn học, thách thức những quy chuẩn nhạc pop và thu hút sự phản kháng văn hóa đang phát triển.
Sau album đầu tay mang tên mình vào năm 1962, chủ yếu bao gồm các bài dân ca truyền thống, Dylan đã có bước đột phá với vai trò nhạc sĩ khi phát hành The Freewheelin' Bob Dylan vào một năm sau đó, bao gồm  "Blowin' in the Wind" và "A Hard Rain's a-Gonna Fall". Nhiều bài hát trong số này, ông đã phỏng theo giai điệu và ca từ của những bài hát dân gian xưa. Ông tiếp tục phát hành The Times They Are a-Changin' mang tính chất chính trị và Another Side of Bob Dylan đầy nội tâm và trừu tượng hơn vào năm 1964. Vào năm 1965 và 1966, Dylan gây tranh cãi khi sử dụng bộ khuếch đại điện tử trong việc sản xuất ca khúc, và trong thời gian 15 tháng đó đã thu âm ba trong số những album nhạc rock quan trọng và có ảnh hưởng nhất trong những năm 1960: Bring It All Back Home (1965), Highway 61 Revisited (1965) và Blonde on Blonde (1966). Đĩa đơn dài sáu phút của ông "Like a Rolling Stone" (1965) đã mở rộng ranh giới thương mại và sáng tạo trong âm nhạc đại chúng.
Vào tháng 7 năm 1966, Dylan rút lui khỏi chuyến lưu diễn sau một vụ tai nạn xe máy. Trong thời gian này, ông đã thu âm một lượng lớn những bài hát cùng với các thành viên của The Band, những người trước đó đã hỗ trợ ông trong chuyến lưu diễn. Những bài hát này được phát hành dưới dạng album hợp tác The Basement Tapes vào năm 1975. Vào cuối những năm 1960 và đầu những năm 1970, Dylan đã khám phá âm nhạc đồng quê và các chủ đề nông thôn trong John Wesley Harding (1967), Nashville Skyline (1969) và New Morning (1970). Năm 1975, ông phát hành Blood on the Tracks, được nhiều người coi là sự trở lại phong độ đỉnh cao của Dylan. Vào cuối những năm 1970, ông trở thành tín đồ Cơ đốc giáo tái sinh và phát hành một loạt những album nhạc phúc âm đương đại trước khi trở lại với nhạc rock quen thuộc vào đầu những năm 1980. Album năm 1997 Time Out of Mind của Dylan đánh dấu sự khởi đầu phục hưng cho sự nghiệp của ông. Ông đã phát hành năm album được đánh giá cao kể từ đó, gần đây nhất là Rough and Rowdy Ways (2020). Ông cũng đã thu âm một loạt ba album trong những năm 2010 bao gồm các phiên bản làm lại theo tiêu chuẩn truyền thống của Mỹ, đặc biệt là các bài hát đều do Frank Sinatra thể hiện. Được hỗ trợ bởi một đội ngũ các nhạc sĩ trẻ, ông đã đi lưu diễn đều đặn từ cuối những năm 1980 trong chuyến lưu diễn Never Ending Tour.
Kể từ năm 1994, Dylan đã xuất bản tám cuốn sách hội họa và tranh vẽ, tác phẩm của ông được trưng bày tại nhiều phòng trưng bày nghệ thuật lớn. Ông đã bán được hơn 125 triệu đĩa, đưa ông trở thành một trong những nghệ sĩ âm nhạc bán đĩa nhạc chạy nhất mọi thời đại. Ông đã nhận được nhiều giải thưởng, bao gồm Huân chương Tự do Tổng thống, mười giải Grammy, một giải Quả cầu vàng và một giải Oscar. Dylan đã được giới thiệu vào Đại sảnh Danh vọng Rock and Roll, Đại sảnh Danh vọng Nhạc soạn nhạc Nashville và Đại sảnh Danh vọng Nhạc sĩ. Hội đồng giải thưởng Pulitzer năm 2008 đã trao cho ông một giải thưởng đặc biệt vì "tác động sâu sắc của ông đối với âm nhạc đại chúng và văn hóa Mỹ, được đánh dấu bằng những vần thơ trữ tình có sức mạnh phi thường". Năm 2016, Dylan được trao giải Nobel Văn học "vì đã tạo ra những cách thể hiện thơ vị trong truyền thống ca khúc vĩ đại của Mỹ".

## Cuộc đời và sự nghiệp

### Tuổi thơ và khởi nghiệp

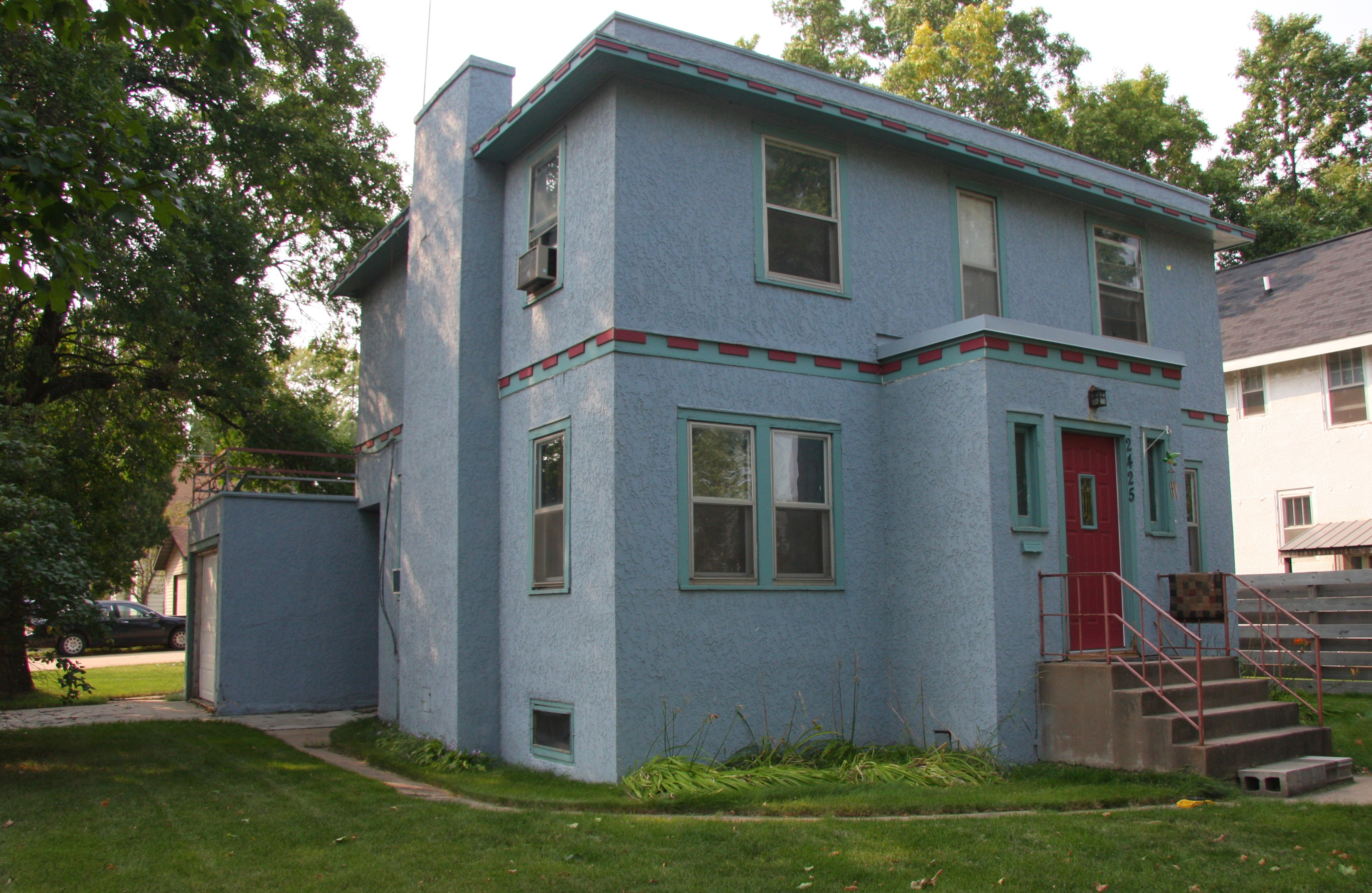
Ngôi nhà của gia đình Zimmerman ở Hibbing, Minnesota

Bob Dylan, tên khai sinh là Robert Allen Zimmerman (tiếng Hebrew: שבתאי זיסל בן אברהם Shabtai Zisl ben Avraham), sinh ngày 24 tháng 5 năm 1941 tại bệnh viện St. Mary ở Duluth, Minnesota, sau đó lớn lên ở Hibbing, Minnesota, phía tây hồ Thượng. Ông bà nội của cậu, Zigman và Anna Zimmerman, nhập cư tới Mỹ từ vùng Odessa của Đế quốc Nga (nay thuộc Ukraina) sau sự kiện bài Do Thái năm 1905. Ông bà ngoại của cậu, Benjamin và Lybba Edelstein, là những người Do Thái từ Litva tới Mỹ từ năm 1902. Trong cuốn tự truyện Chronicles: Volume One, Dylan viết rằng tên thuở thiếu nữ của bà nội cậu là Kirghiz có nguồn gốc từ Kağızman, phía đông bắc Thổ Nhĩ Kỳ.
Cha mẹ của Robert, Abram Zimmerman và Beatrice "Beatty" Stone, thuộc về một nhóm người Do Thái khép kín tại đây. Robert Zimmerman sống ở Duluth cho tới tận 6 tuổi khi bố cậu bị tai nạn bại liệt buộc cả gia đình phải chuyển tới quê mẹ ở Hibbing – nơi mà cậu nhóc Robert trải qua hết tuổi thơ của mình. Cậu dành nhiều thời gian khi còn nhỏ của mình để nghe đài phát thanh, đầu tiên là những kênh nhạc blues và nhạc đồng quê từ Shreveport, Louisiana, rồi sau đó khi tới tuổi thiếu niên là những giai điệu rock 'n' roll. Robert cũng lập nên rất nhiều ban nhạc trong quãng thời gian theo học tại trường Hibbing. Cậu từng hát lại rất nhiều ca khúc của Little Richard cũng như Elvis Presley. Phần trình diễn của họ ca khúc "Rock and Roll Is Here to Stay" của Danny & the Juniors trong cuộc thi tài năng ở trường đã từng bị yêu cầu tắt micro vì quá ồn ào. Năm 1959, cuốn niên giám tốt nghiệp của trường Hibbing có ghi dòng chữ "Robert Zimmerman: to join 'Little Richard'". Cùng năm, dưới nghệ danh Elston Gunnn, cậu được tham gia trình diễn cùng Bobby Vee khi chơi lót piano và tay vỗ.
Zimmerman chuyển tới Minneapolis vào tháng 9 năm 1959 khi cậu theo học tại Đại học Minnesota. Những mối quan tâm trước đây của cậu tới rock 'n' roll nhanh chóng chuyển thành nhạc folk Mỹ. Năm 1985, anh giải thích sự chuyển biến này:
"Những thứ có được với rock 'n' roll đối với tôi dù thế nào cũng không đủ... Nó vẫn có những câu ẩn ý rất hay và cả những nhịp trầm bổng... nhưng ca khúc thì thực sự không nghiêm túc và không thể hiện được đời sống thực. Tôi chỉ biết đến đời sống thực khi được tiếp xúc với nhạc folk, nó là một thể loại nghiêm túc hơn hẳn. Những ca khúc [folk] chứa đựng trong mình nhiều sự thất vọng hơn, nhiều nỗi buồn hơn, nhiều vinh quang hơn, nhiều niềm tin hơn trong một thứ cảm xúc siêu nhiên và lắng đọng hơn."
Không lâu sau, Zimmerman tới trình diễn tại Ten O'Clock Scholar, một quán cà phê sách nhỏ trong trường, và nhanh chóng đi theo dòng chảy nhạc folk của vùng Dinkytown. Trong những ngày ở đây, cậu bắt đầu tự giới thiệu mình dưới tên "Bob Dylan". Trong tâm trí mình, Dylan sau này nhớ lại rằng mình bị ảnh hưởng lớn từ nhà thơ Dylan Thomas. Trong buổi phỏng vấn vào năm 2004, Dylan nhấn mạnh: "Bạn có thể được sinh ra với một cái tên xấu, bởi những người cha mẹ không mong muốn. Ý tôi là, nó đã diễn ra như vậy đấy. Bạn có thể gọi mình bằng bất kể cái tên nào bạn muốn. Đây là đất nước tự do."

### Thập niên 1960

#### Chuyển tới New York
Tháng 5 năm 1960, Dylan bỏ học ngay sau khi học hết năm thứ nhất của Đại học. Tháng 1 năm 1961, anh du lịch tới New York, hi vọng được trình diễn tại đây và gặp gỡ thần tượng Woody Guthrie, người đang phải điều trị vì rối loạn chức năng thần kinh tại bệnh viện Greystone Park. Guthrie là người mở lối cho Dylan và có rất nhiều ảnh hưởng tới những ngày đầu tiên của anh. Miêu tả về vai trò của Guthrie, sau này Dylan viết: "Những ca khúc có trong mình sự bao quát rộng lớn về nhân đạo... [Anh ấy] là tiếng nói thực sự của tâm hồn Mỹ. Tôi tự nhủ bản thân sẽ trở thành học trò tốt nhất của Guthrie." Khi tới thăm Guthrie tại bệnh viện, Dylan kết bạn với Ramblin' Jack Elliott. Rất nhiều tiết mục của Guthrie được cung cấp qua Elliott, và Dylan đã tri ân Elliott bằng việc nhắc tới ông trong cuốn tự truyện Chronicles (2004).

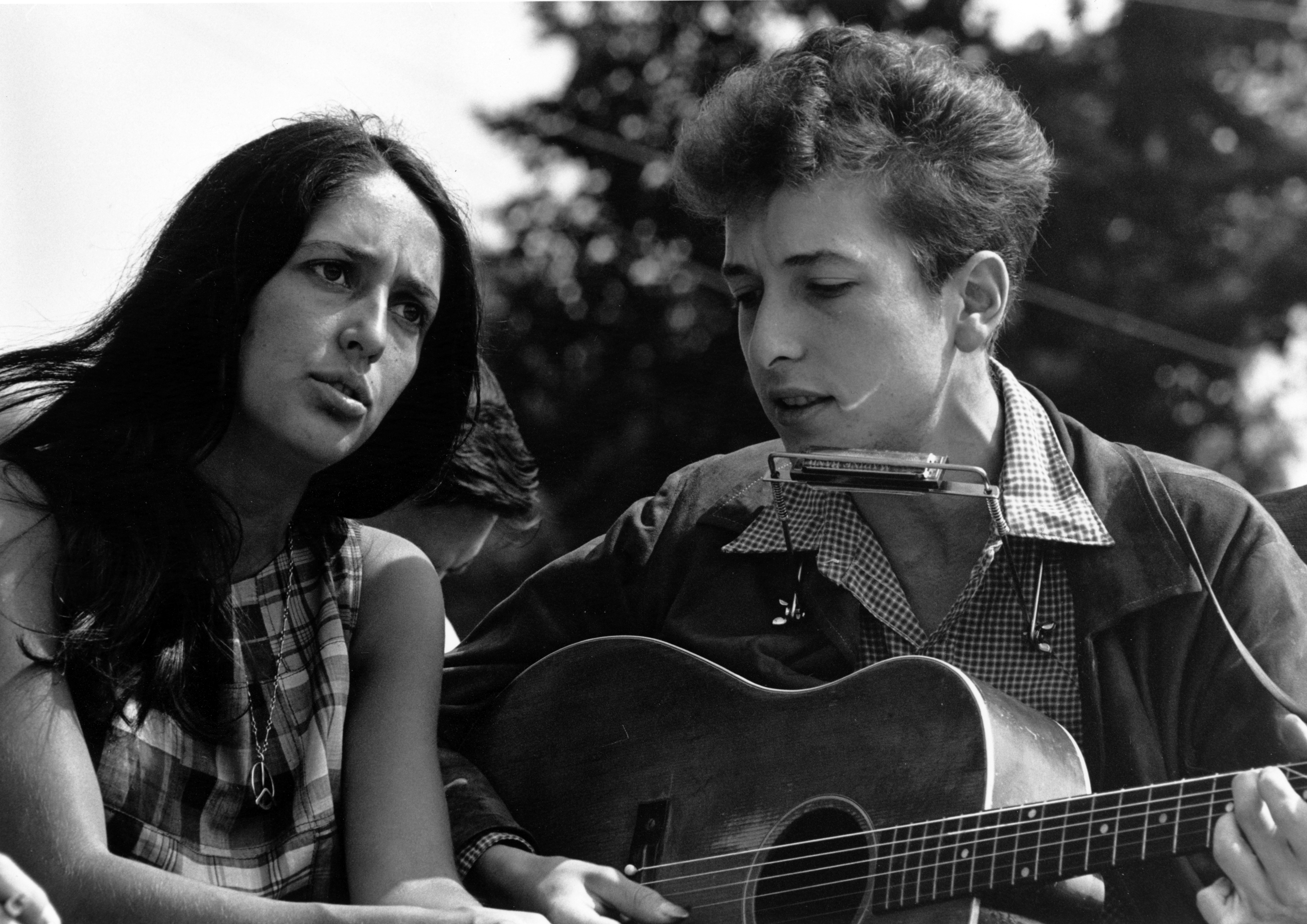
Baez và Dylan trình diễn trong hoạt động "Tuần hành về Washington cho việc làm và tự do" ngày 28 tháng 8 năm 1963

Từ tháng 2 năm 1961, Dylan đi diễn tại nhiều câu lạc bộ nhỏ quanh khu vực làng Greenwich. Anh làm quen và trau dồi kỹ năng với rất nhiều ca sĩ nhạc folk tại đây, có thể kể tới Dave Van Ronk, Fred Neil, Odetta, The New Lost City Ramblers và những nghệ sĩ từ Ireland như The Clancy Brothers and Tommy Makem. Tới tháng 9, anh và Robert Shelton có được chút chú ý từ dư luận khi viết đánh giá cho tờ The New York Times về một buổi diễn tại Gerde's Folk City. Dylan cũng tham gia chơi harmonica trong album phòng thu thứ ba của ca sĩ Carolyn Hester, khiến anh được nhà sản xuất John Hammond để ý. Hammond giúp đỡ Dylan có được hợp đồng thu âm đầu tiên với Columbia Records vào tháng 10. Những bản thu đầu tiên được đưa vào album Bob Dylan, phát hành vào tháng 3 năm 1962, bao gồm nhiều chất liệu folk, blues và phúc âm quen thuộc đi cùng với 2 sáng tác của chính anh. Album chỉ có được một thành công nhỏ khi bán được 5.000 bản trong năm đầu tiên, vừa đủ để thu hồi vốn. Trong nội bộ hãng Columbia, nhiều người gọi anh là "sự ngớ ngẩn của Hammond" và khuyên ông nên hủy hợp đồng, song Hammond cùng Johnny Cash – một trong những người hâm mộ đầu tiên của Dylan – đã lên tiếng bảo vệ anh một cách mạnh mẽ. Tháng 3 năm 1962, Dylan chơi harmonica và hát bè cho album Three Kings and the Queen cùng Victoria Spivey và Big Joe Williams tại phòng thu của hãng Spivey Records. Trong nhiều buổi thu tại Columbia, anh còn sử dụng nghệ danh khác là Blind Boy Grunt để thu âm cho Broadside Magazine – một tạp chí và hãng đĩa nhỏ tại đây. Dylan còn dùng nghệ danh Bob Landy để chơi piano trong The Blues Project, album tuyển tập năm 1964 của Elektra Records. Ngoài ra dưới tên Tedham Porterhouse, anh còn chơi harmonica trong album Jack Elliott (1964) của Ramblin' Jack Elliott.
Dylan có 2 bước ngoặt sự nghiệp vào tháng 8 năm 1962. Anh chính thức đổi tên thành "Bob Dylan" và ký hợp đồng quản lý với Albert Grossman (tháng 6 năm 1961, anh vừa mới ký hợp đồng quản lý với Roy Silver, và Grossman phải trả 10.000 USD để mua lại hợp đồng của Silver). Grossman còn làm quản lý cho anh cho tới tận năm 1970, nổi tiếng một phần vì tính cách hung hãn và một phần vì niềm tin mà ông bảo về cho thân chủ của mình. Dylan sau này nói về ông: "Grossman là hình mẫu của Colonel Tom Parker... Bạn có thể đánh hơi được ông ta đang tới." Những đối đầu lâu dài giữa Grossman và Hammond khiến Hammond không được tham gia sản xuất trong album thứ hai của Dylan và bị nhà sản xuất nhạc jazz trẻ tuổi, Tom Wilson thay thế.
Chuyến đi đầu tiên tới Anh của Dylan diễn ra từ tháng 12 năm 1962 tới tháng 1 năm 1963. Anh được đạo diễn Philip Saville mời xuất hiện trong chương trình Madhouse on Castle Street mà Saville dàn dựng trên BBC Television. Cuối chương trình, Dylan trình bày ca khúc "Blowin' in the Wind": đây là một trong những buổi trình diễn chính thức đầu tiên của ca khúc này. Tuy nhiên những thước phim của Madhouse on Castle Street lại bị BBC hủy vào năm 1968. Ở Luân Đôn, Dylan trình diễn tại nhiều club nhạc folk ở đây như The Troubadour, Les Cousins và Bunjies. Anh cũng được tiếp nhận nhiều chất liệu mới từ các nghệ sĩ Anh, tiêu biểu là Martin Carthy.
Album thứ hai của Dylan, The Freewheelin' Bob Dylan, được ra mắt vào tháng 3 năm 1963 đánh dấu sự trưởng thành của Dylan trong cả vai trò ca sĩ lẫn người viết nhạc. Rất nhiều ca khúc trong album được coi là những sáng tác phản chiến, lấy cảm hứng từ Guthrie và mang những ảnh hưởng lớn từ Pete Seeger về chủ đề này. "Oxford Town" chính là những lời gièm pha về trải nghiệm của James Meredith khi là người da màu đầu tiên được theo học tại Đại học Mississippi.
Ca khúc nổi tiếng nhất của Dylan thời điểm này là "Blowin' in the Wind", được lấy một phần từ một ca khúc truyền miệng giữa những người nô lệ da màu mang tên "No More Auction Block", tuy nhiên phần ca từ lại đặt ra những câu hỏi về quan điểm xã hội và chính trị. Ca khúc được rất nhiều nghệ sĩ khác thu âm và sau đó trở thành bản hit rộng khắp qua ấn bản của Peter, Paul and Mary, mở đầu cho sự thành công của hàng loạt nghệ sĩ khi hát lại các ca khúc của Dylan. "A Hard Rain's a-Gonna Fall" được viết từ bản ballad nhạc folk "Lord Randall". Đề cập tới ngày tận thế trước mắt, nó càng thu hút được công chúng khi sự kiện Khủng hoảng tên lửa Cuba diễn ra chỉ vài tuần sau khi Dylan trình diễn bài hát trên. Cũng như "Blowin' in the Wind", "A Hard Rain's a-Gonna Fall" đánh dấu con đường viết nhạc mới của anh: hòa quyện dòng ý thức, ca từ giàu tính tưởng tượng với giai điệu nhạc folk truyền thống.
Ngoài những ca khúc thương hiệu giúp Dylan sớm có được thành công, Freewheelin' còn bao gồm một số bản tình ca và ca khúc châm biếm, những câu chuyện blues siêu thực. Hài hước chính là một phần trong con người Dylan, và những chất liệu hoàn toàn mới của album đã gây ấn tượng tới rất nhiều nghệ sĩ khác, trong đó có The Beatles. George Harrison nói: "Chúng tôi đã chơi những ca khúc đó, và cố gắng thử nghiệm chúng với bản thân. Nội dung trong phần ca từ và đặc biệt là thái độ thực sự vô cùng căn nguyên và tuyệt diệu."

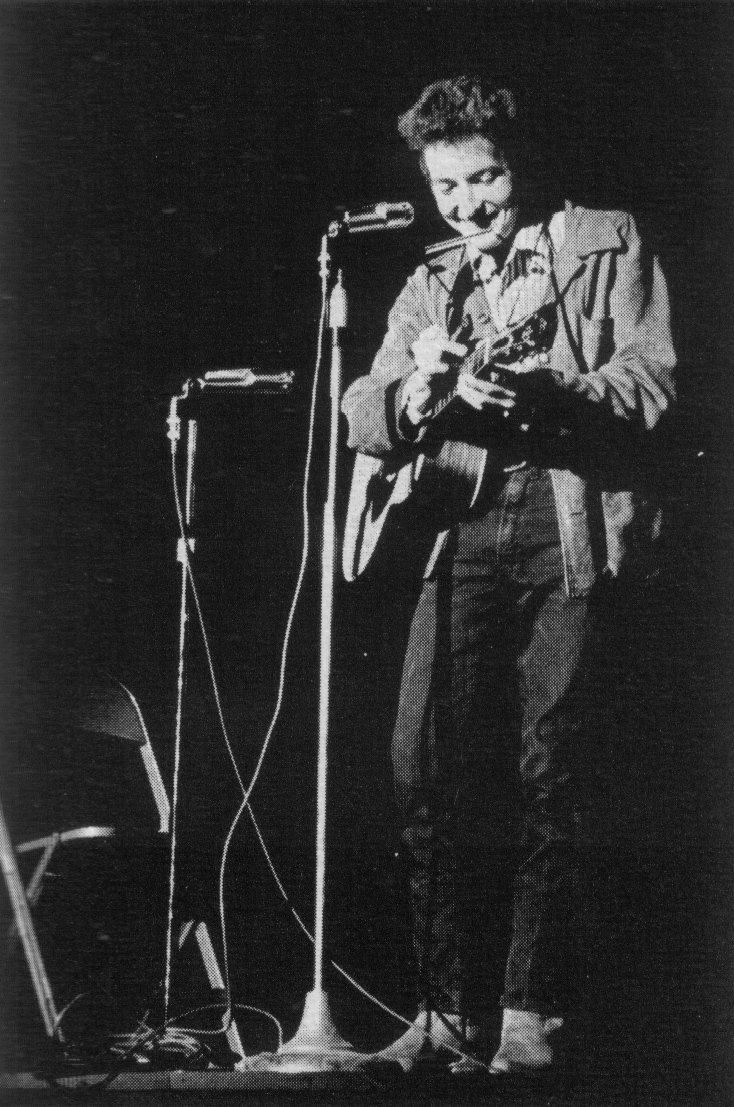
Dylan trên sân khấu tháng 11 năm 1963

Giọng hát có phần thô ráp của Dylan ban đầu không cuốn hút nhiều người nghe mà chỉ một phần trong số họ. Miêu tả ấn tượng về âm nhạc của Dylan tới mình và chồng, Joyce Carol Oates viết: "Khi lần đầu chúng tôi nghe cậu ấy lúc mới vào nghề, còn rất trẻ với giọng hát còn chưa được trui rèn, hoàn toàn giọng mũi, như kiểu một tờ giấy ráp biết hát vậy, hiệu ứng thật xúc động và kích thích." Hầu hết những ca khúc nổi tiếng thuở đầu của Dylan chỉ được biết tới khi được những nghệ sĩ khác, chẳng hạn Joan Baez – người hướng dẫn và cũng là bạn gái của Dylan – hát lại. Baez chính là người đưa âm nhạc của Dylan ra phạm vi quốc gia và quốc tế khi thu âm nhiều sáng tác của anh và mang anh lên sân khấu trong những buổi diễn của cá nhân cô.
Những nghệ sĩ khác từng hát lại các sáng tác của Dylan còn có The Byrds, Sonny & Cher, The Hollies, Peter, Paul and Mary, The Association, Manfred Mann và The Turtles. Hầu hết họ đều mang cảm xúc và nhịp điệu nhạc pop vào trong các ca khúc, trong khi Dylan và Baez vẫn luôn trình diễn chúng theo phong cách nhạc folk. Những bản hát lại trên ngày một được nhiều người biết tới, tới mức đài CBS phải đưa thêm dòng phụ chú "Nobody Sings Dylan Like Dylan".
"Mixed Up Confusion" được thu âm trong thời kỳ Freewheelin', phát hành dưới dạng đĩa đơn song đã nhanh chóng bị thu hồi. Trái với phần trình bày cùng các nhạc cụ mộc trong album, đĩa đơn đã cho thấy những khám phá trải nghiệm của Dylan với âm nhạc rockabilly. Cameron Crowe miêu tả đây "cái nhìn hấp dẫn của một nghệ sĩ nhạc folk với tâm trí hướng về Elvis Presley và Sun Records".

#### Phản chiến vàAnother Side
Tháng 5 năm 1963, quan điểm chính trị của Dylan ngày một được quan tâm và anh được mời tới chương trình The Ed Sullivan Show. Trong quá trình tập dượt, anh được đài CBS thông báo rằng anh phải trình diễn ca khúc "Talkin' John Birch Paranoid Blues" nhằm ủng hộ tổ chức John Birch Society. Vì không muốn phải thỏa thuận với các cơ quan kiểm duyệt, Dylan quyết định không tham gia chương trình nữa.
Cũng khoảng thời gian này, Dylan và Baez cùng nhau tham gia vào rất nhiều hoạt động xã hội, bắt đầu từ cuộc Tuần hành về Washington ngày 23 tháng 8 năm 1963. Album thứ ba của anh, The Times They Are a-Changin', thể hiện một Dylan giàu tính chính trị và châm biếm hơn. Những ca khúc đề cập tới những chủ đề thời sự hơn, liên quan tới đời sống, trong đó "Only A Pawn In Their Game" được viết để gửi tới thủ phạm ám sát nhà hoạt động nhân quyền Medgar Evers, còn "The Lonesome Death of Hattie Carroll" lại nhắc tới cái chết của người phục vụ quán bar da màu Hattie Carroll bởi nhân vật hoạt động xã hội trẻ tuổi William Zantzinger. Với chủ đề khái quát hơn, "Ballad of Hollis Brown" và "North Country Blues" thể hiện nỗi chán chường đối với sự tan rã của cộng đồng những người tá điền và khai thác mỏ. Những chất liệu chính trị thậm chí còn xuất hiện trong cả hai bản tình ca "Boots of Spanish Leather" và "One Too Many Mornings".
Cuối năm 1963, Dylan vận động và điều hòa giữa nhạc folk truyền thống và các hoạt động phản chiến. Những căng thẳng nổ ra khi trong lúc nhận giải thưởng Tom Paine do Ủy ban Quốc gia khẩn cấp về nhân quyền (NECLC) trao tặng không lâu sau vụ ám sát Tổng thống John F. Kennedy, Dylan đã say sưa đặt những câu hỏi về vai trò của Ủy ban này, miêu tả những thành viên trong hội đồng là già nua và hói đầu, cho rằng đó là những đặc điểm tương đồng với thủ phạm ám sát Kennedy, Lee Harvey Oswald.

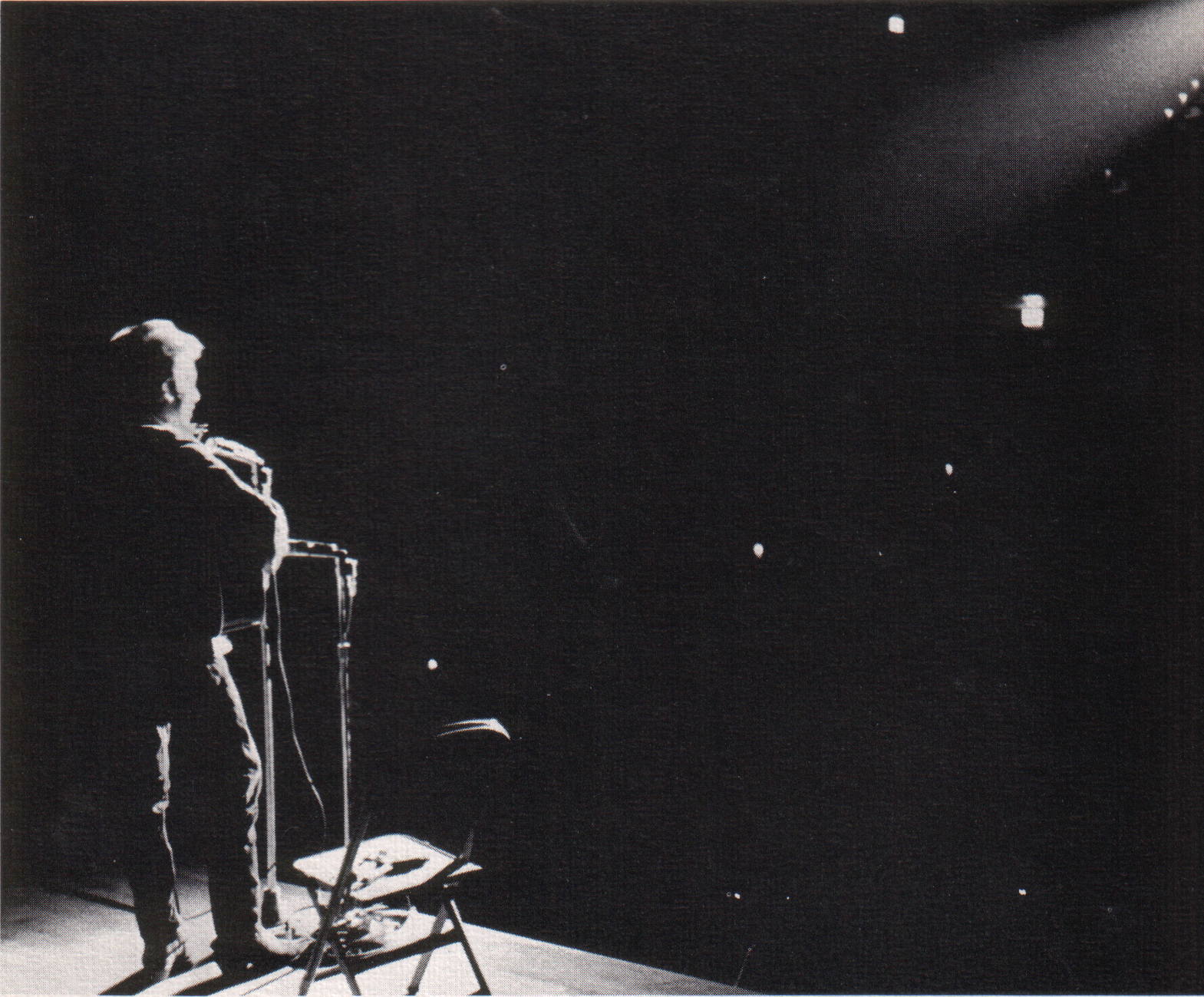
Dylan trình diễn tại Đại học St. Lawrence, tháng 11 năm 1963

Another Side of Bob Dylan, thu âm chỉ trong một buổi tối tháng 6 năm 1964, mang cảm xúc tươi sáng hơn những album trước đó. Tính siêu thực và châm biếm vẫn được Dylan đưa vào trong những "I Shall Be Free No. 10" và "Motorpsycho Nightmare". "Spanish Harlem Incident" và "To Ramona" là những bản tình ca lãng mạn và say đắm, trong khi "Black Crow Blues" và "I Don't Believe You (She Acts Like We Never Have Met)" đã chỉ ra tính rock 'n' roll sau này là chủ đạo trong phong cách của anh. "It Ain't Me Babe", về vẻ ngoài đề cập tới một tình yêu bị chối bỏ, song thực tế lại nói tới việc anh cố gắng vượt qua những sức ép lên chính bản thân mình. Con đường mới mà Dylan lựa chọn thể hiện qua 2 ca khúc dài: "Chimes of Freedom" với những yếu tố của định kiến xã hội trái ngược với phong cách ẩn dụ sâu sắc hơn mà sau này Allen Ginsberg gọi là "chuỗi những hình ảnh chói lòa"; "My Back Pages" đả kích sự nghiêm túc dễ dãi và đầy hình thức trong những sản phẩm đầu tay của chính mình và dường như gợi ý con đường mới chống lại những vinh quang mà anh từng có được.
Cuối năm 1964 đầu năm 1965, phong cách trình diễn của Dylan thay đổi hoàn toàn khi anh quyết định chuyển mình từ người đi đầu phong trào nhạc folk thành một ngôi sao folk rock. Quần bò phủi cùng chiếc áo khoác nhàu được trang phục từ Carnaby Street thay thế, luôn luôn đeo kính râm và đi những "đôi giày The Beatles". Một phóng viên từ Luân Đôn viết: "Đầu tóc như thể muốn làm cho những chiếc răng lược cảm thấy xấu hổ. Những chiếc áo lòe loẹt phù hợp với khu đèn đỏ của Leiceiter. Trông anh ta như một con vẹt ốm đói vậy." Dylan cũng bắt đầu nói nhiều tới những chủ đề siêu thực trong những bài phỏng vấn. Xuất hiện trên chương trình truyền hình của Les Crane, khi được hỏi về kế hoạch thực hiện bộ phim sắp tới, Dylan trả lời rằng đó là một bộ phim cao bồi kinh dị. Sau đó khi được hỏi liệu anh có thủ vai cao bồi không, Dylan đáp: "Không, tôi vào vai mẹ tôi."

#### Bước ngoặt với nhạc cụ điện
Album Bringing It All Back Home (1965) của Dylan đánh dấu một bước nhảy vọt mới về phong cách khi lần đầu tiên anh sử dụng nhạc cụ điện để thu âm. Đĩa đơn đầu tiên, "Subterranean Homesick Blues", có nhiều nét tương đồng với ca khúc "Too Much Monkey Business" của Chuck Berry, trong khi cách viết lời phóng khoáng gợi lại nhiều yếu tố từ phong cách thơ Beat, thậm chí khơi liên tưởng tới phong cách rap và hip-hop sau này. Ca khúc được đi kèm với một video ca nhạc, trình chiếu lần đầu trong bộ phim tài liệu Dont Look Back của đạo diễn D. A. Pennebaker mở màn chuyến lưu diễn vòng quanh nước Anh của Dylan. Cùng lúc hát khi quay phim, anh còn minh họa phần ca từ bằng cách ném những mảnh giấy có ghi những từ khóa xuống đất. Pennebaker nói rằng đó là ý tưởng của Dylan, sau này được rất nhiều video ca nhạc và clip quảng cáo khác bắt chước.
Mặt B của Bringing It All Back Home bao gồm 4 ca khúc mà Dylan quay lại sáng tác với guitar và harmonica. "Mr. Tambourine Man" nhanh chóng trở thành một trong những ca khúc nổi tiếng nhất của anh khi được The Byrds hát lại bằng nhạc cụ điện và đạt vị trí quán quân ở tại Anh và Mỹ. Ngoài ra, "It's All Over Now, Baby Blue" và "It's Alright Ma (I'm Only Bleeding)" cũng trở thành những ca khúc quan trọng nhất sự nghiệp của Dylan.
Năm 1965, mở đầu Liên hoan nhạc folk ở Newport, lần đầu tiên kể từ thời trung học Dylan trình diễn cùng các nhạc cụ điện, chủ yếu là cùng với các thành viên đến từ nhóm nhạc blues của Paul Butterfield, bao gồm Mike Bloomfield (guitar), Sam Lay (trống) và Jerome Arnold (bass), cùng với Al Kooper (organ) và Barry Goldberg (piano). Dylan từng diễn tại Newport vào năm 1963 và 1964, nhưng vào năm 1965, Dylan lần đầu phải chứng kiến tiếng hò hét và la ó, vậy nên anh rời sân khấu chỉ sau 3 ca khúc. Một trong những câu chuyện kể lại rằng tiếng la ó vang lên từ những người hâm mộ lâu năm nhạc folk ngay khi Dylan xuất hiện, mà không hề lường trước, cùng chiếc guitar điện. Murray Lerner – người quay phim lại buổi diễn – nói rằng: "Tôi chắc chắn rằng mọi người đều la ó vì Dylan chơi nhạc cụ điện." Tuy nhiên có nhiều người kể rằng đám đông cảm thấy bất bình vì chất lượng âm thanh quá tồi trong khi chương trình lại quá ngắn. Lời kể này được Kooper và một trong những đạo diễn của liên hoan ủng hộ khi bản thân ông nhớ lại rằng bản thu phần âm thanh của buổi diễn đã chứng minh rằng tiếng la ó chỉ bắt đầu cất lên khi MC của chương trình tuyên bố rằng chỉ còn đủ thời gian cho những đoạn diễn ngắn.
Tuy nhiên, buổi diễn năm 1965 tại Newport lại dẫn tới những phản ứng mạnh mẽ trong cộng đồng nghe nhạc folk. Trong ấn bản tháng 9 của tờ Sing Out!, ca sĩ Ewan MacColl viết: "Những ca khúc và những bản ballad truyền thống của chúng ta là những sáng tạo tuyệt vời của những nghệ sĩ tài năng làm việc với sự rèn luyện không ngừng... 'Nhưng Bobby Dylan có gì?' Những tiếng hét điên loạn từ thanh niên... Chỉ có những thính giả không biết phê bình, sống trong môi trường loãng toẹt của nhạc pop, mới dễ dàng bị mấy bài đánh giá mười-sao ngớ ngẩn thuyết phục." Ngày 29 tháng 7, chỉ 4 ngày sau buổi diễn ở Newport, Dylan quay lại New York và bắt đầu thu âm ca khúc "Positively 4th Street". Ca từ thấm đẫm hình ảnh của sự trả thù và cả sự hoang tưởng, và được công nhận rộng khắp như một lời chia tay của Dylan với những người bạn cũ trong cộng đồng nhạc folk – những người mà anh làm quen từ câu lạc bộ ở địa chỉ West 4th Street.

#### Highway 61 RevisitedvàBlonde on Blonde
Tháng 7 năm 1965, Dylan cho ra mắt đĩa đơn "Like a Rolling Stone", đạt vị trí số 2 tại Mỹ và số 4 tại Anh. Với tổng độ dài hơn 6 phút, ca khúc được công nhận rộng rãi là sản phẩm chống lại những quy chuẩn đương thời của một đĩa đơn nhạc pop. Bruce Springsteen, trong lời đề cử Dylan tại Đại sảnh Danh vọng Rock and Roll, nói rằng khi nghe đĩa đơn này, "sự cám dỗ như thể ai đó đang đạp tung cánh cửa trước mặt mình". Năm 2004, tạp chí Rolling Stone xếp ca khúc này ở vị trí số 1 trong danh sách "500 bài hát vĩ đại nhất". Đây cũng là ca khúc mở đầu cho album tiếp theo của Dylan, Highway 61 Revisited, đặt tên theo con đường mà từ đó anh đã rời khỏi Minnesota để tới New Orleans. Những ca khúc sau đó tiếp tục bám theo cảm hứng từ đĩa đơn trên với Mike Bloomfield chơi guitar và Al Kooper chơi organ. "Desolation Row", với phần guitar acoustic và bass chơi lót, là ngoại lệ duy nhất khi Dylan đưa vào đó vô vàn lời ám chỉ siêu thực trong văn hóa phương Tây, mà theo Andy Gill là "11 phút hỗn tạp, mang kiểu cách phô trương lố bịch của Fellini cùng sự lập dị với sự xuất hiện của rất nhiều nhân vật nổi tiếng, một vài nhân vật lịch sử (Einstein và Nero), một vài nhân vật trong Kinh thánh (Noah, Cain và Abel), một vài nhân vật tưởng tượng (Ophelia, Romeo và cô bé Lọ Lem), một vài nhà văn (T.S. Eliot và Ezra Pound), và một vài nhân vật không thể xếp vào bất cứ thể loại nào, điển hình là bác sĩ Filth và cô y tá đầy mập mờ."
Để hỗ trợ thu âm, Dylan cũng thiết kế 2 buổi diễn tại Mỹ và mang ban nhạc chơi lót cùng Kooper và Harvey Brooks từ phòng thu của mình, đi cùng là Robbie Robertson và Levon Helm – những thành viên của nhóm The Hawks. Ngày 28 tháng 8 tại sân tennis Forest Hills, ê-kíp tiếp tục bị người hâm mộ la ó mỗi khi Dylan sử dụng nhạc cụ điện. Thái độ của khán giả trong buổi diễn ngày 3 tháng 9 ở Hollywood Bowl thì có phần khả quan hơn.
Bắt đầu với buổi diễn ngày 24 tháng 9 ở Austin, Texas, Dylan thực hiện chuyến lưu diễn vòng quanh Mỹ và Canada trong vòng 6 tháng, với nhóm The Hawks chơi lót, sau này đổi tên thành The Band. Dylan và ban nhạc ngày một có được thiện cảm từ công chúng, song lịch làm việc với phòng thu lại bị ảnh hưởng lớn. Nhà sản xuất Bob Johnston hối thúc Dylan thu âm ngay tại Nashville trong tháng 2 năm 1966 và giới thiệu với anh những nghệ sĩ tài năng quanh khu vực này. Với sự nài nỉ của Dylan, Robertson và Kooper cùng nhau rời New York để tới Nashville thu âm. Quá trình thu âm tại đây đã cho ra đời album Blonde on Blonde (1966) mà sau này Dylan gọi là "thứ âm thanh gọn gàng hoang dã". Kooper miêu tả album như "gộp 2 nền văn hóa khác nhau và khiến chúng tạo ra một vụ nổ lớn": văn hóa âm nhạc tại Nashville và văn hóa của "gã hipster New York điển hình" Bob Dylan.
Ngày 22 tháng 11 năm 1965, Dylan bí mật kết hôn với người mẫu 25 tuổi Sara Lownds. Một vài người bạn được mời tới (trong đó có cả Ramblin' Jack Elliott) đều nói rằng Dylan đã ngay lập tức chối bỏ việc kết hôn trong buổi trò chuyện ngay sau buổi lễ. Nhà báo Nora Ephron là người đầu tiên công bố sự kiện này trước công chúng trong bài báo tháng 2 năm 1966 mang tên "Hush! Bob Dylan is wed".
Dylan lên kế hoạch thực hiện chuyến lưu diễn tại Úc và châu Âu trong tháng 4 và tháng 5 năm 1966. Mỗi chương trình có 2 phần, Dylan sẽ chơi solo trong phần đầu cùng guitar acoustic và harmonica; phần tiếp theo với sự có mặt của The Hawks và Dylan sẽ chơi các nhạc cụ điện giản lược. Sự tương phản này thể hiện rõ trong đám đông người hâm mộ khi họ chỉ cười nhạo và vỗ tay rời rạc. Thái độ này lên tới đỉnh điểm trong buổi diễn tại Free Trade Hall ở Manchester, Anh ngày 17 tháng 5 năm 1966. Bản thu trực tiếp buổi diễn này sau đó trở thành The Bootleg Series Vol. 4: Bob Dylan Live 1966 (1998). Tới cuối buổi chiều, một người trong đám đông tức giận khi thấy Dylan sử dụng nhạc cụ điện và gào lên "Judas!" còn Dylan đáp lại "Tôi không tin... Cậu là kẻ nói dối!" rồi quay lại phía ban nhạc "Hãy chơi nhạc to hơn!" khi họ bắt đầu trình diễn ca khúc cuối cùng của buổi diễn – "Like a Rolling Stone".
Trong chuyến lưu diễn tháng 7 năm 1966, Dylan thường xuyên ở trong tình trạng kiệt sức và làm việc "như thể một chuyến đi chết chóc". D. A. Pennebaker, người quay phim lại chuyến lưu diễn, miêu tả Dylan đã "uống rất nhiều amphetamine và nhiều thứ khác ai mà biết được". Trong buổi phỏng vấn năm 1969 cùng Jann Wenner, Dylan nói: "Tôi đã rong ruổi suốt gần 5 năm, nó khiến tôi kiệt sức. Tôi có dùng ma túy, rất nhiều loại... để có sức làm việc, anh hiểu chứ?" Năm 2011, BBC Radio 4 đề cập rằng, trong bài phỏng vấn mà Robert Shelton thu âm lại vào năm 1966, Dylan đã tiết lộ anh tiếp xúc với heroin khi ở New York: "Tôi đã rất, rất thư giãn trong một khoảng thời gian... Tôi mất khoảng 25 USD mỗi ngày và tôi đã thử nó." Nhiều nhà báo nghi ngờ tính xác thực của câu nói trên, cho rằng Dylan "đã nói với nhà báo những lời nói dối bừa bãi về quá khứ từ những ngày đầu sự nghiệp của mình".

#### Tai nạn xe máy và hồi phục
Sau chuyến lưu diễn vòng quanh châu Âu, Dylan quay lại New York, song áp lực ngày một lớn. Kênh truyền hình ABC phải trả tiền để chương trình về anh không phải lên sóng. Hãng xuất bản Macmillan Publishers cũng yêu cầu anh sớm hoàn thiện phần viết tay cuốn truyện thơ Tarantula. Quản lý Albert Grossman lên kế hoạch cho lịch diễn dày đặc vào mùa hè song cũng thất bại.
Ngày 29 tháng 7 năm 1966, Dylan gặp tai nạn xe máy khi điều khiển chiếc Triumph Tiger 100 dung tích 500cc trên một con phố gần Woodstock, New York và bị văng xa trên mặt đất. Cho dù chi tiết về chấn thương không được tiết lộ, Dylan sau đó nói rằng anh bị gãy rất nhiều đốt sống cổ. Nhiều bí ẩn được ghi lại khi không có một chiếc cứu thương nào xuất hiện, và thậm chí Dylan còn không được đưa tới bệnh viện. Nhiều nhà viết sử cho rằng vụ tai nạn này là sự kiện hoàn hảo góp phần giúp Dylan tránh được dư luận đang bủa vây quanh mình. Dylan cũng nhắc tới vụ tai nạn trong cuốn tự truyện của mình "Tôi từng bị tai nạn xe máy, bị chấn thương rồi hồi phục. Niềm tin chính là thứ một muốn vứt bỏ khỏi những tranh cãi bế tắc." Sau vụ tai nạn, Dylan không xuất hiện trước công chúng, ngoại trừ một vài lần bất khả kháng và không đi lưu diễn trong vòng 8 năm sau đó.
Ngay khi có lại nguồn cảm hứng làm việc, Dylan liền đề nghị D. A. Pennebaker biên tập lại những thước phim quay trong chuyến lưu diễn năm 1966 của mình. Một trích đoạn được giới thiệu trên kênh ABC song bị từ chối phát sóng do nội dung khó hiểu. Bộ phim sau này được đặt tên Eat the Document và được phát hành dưới dạng sao chép truyền tay, ngoài ra phim cũng được trình chiếu tại một vài liên hoan phim. Năm 1967, Dylan quay lại thu âm cùng The Hawks tại nhà riêng và tại trụ sở của ban nhạc ở gần đó có tên "Big Pink". Những ca khúc này vốn được thực hiện dưới dạng demo, trở thành những đĩa đơn quán quân cho Julie Driscoll và The Brian Auger Trinity ("This Wheel's on Fire"), The Byrds ("You Ain't Goin' Nowhere", "Nothing Was Delivered"), và Manfred Mann ("Mighty Quinn"). Columbia sau đó cho phát hành chúng trong tuyển tập The Basement Tapes (1975). Rất nhiều năm sau, những ca khúc mà Dylan cùng ban nhạc thu âm trong năm 1967 mới xuất hiện trong vài sản phẩm thu âm, trong đó có tuyển tập 5 CD mang tên The Genuine Basement Tapes bao gồm 107 bản thu chính thức và cả thu nháp. Ngay tháng sau đó, The Hawks tiến hành thu âm album Music from Big Pink sử dụng những ca khúc họ từng thu âm tại Woodstock và chính thức đổi tên thành The Band, bắt đầu sự nghiệp thu âm kéo dài và thành công.
Tháng 10 và 11 năm 1967, Dylan quay lại Nashville. Trở lại phòng thu sau 19 tháng, anh mang theo Charlie McCoy trong vai trò chơi bass, Kenny Buttrey chơi trống, và Pete Drake chơi guitar. Thành quả có được là album John Wesley Harding, một bản thu nhẹ nhàng và trầm lắng với các ca khúc ngắn hơn, đặt trong lăng kính của cả miền Tây nước Mỹ và Kinh thánh. Thứ cấu trúc và âm nhạc giản lược với phần ca từ mang tính Do-thái-Thiên-chúa-giáo không chỉ bắt nguồn đơn thuần từ con người Dylan mà còn từ phong trào phản văn hóa kéo dài từ nửa cuối thập niên 1960. Ngoài ra còn có sáng tác "All Along the Watchtower" với phần ca từ trích từ Sách Isaiah (chương 21:5–9). Ca khúc sau này được Jimi Hendrix thu âm, góp phần giúp cho ấn bản sau này của Dylan được biết tới. Woody Guthrie qua đời ngày 3 tháng 10 năm 1967 và Dylan lần đầu tiên sau 12 tháng trình diễn trước công chúng trong buổi lễ tưởng niệm Guthrie tại Carnegie Hall ngày 20 tháng 1 năm 1968 với The Band chơi lót.
Album tiếp theo của Dylan, Nashville Skyline (1969), bao gồm những bản thu đồng quê với sự hợp tác của các nghệ sĩ ở Nashville, phần giọng ngà ngà say của Dylan song ca cùng Johnny Cash, đặc biệt là đĩa đơn "Lay Lady Lay". Tạp chí Variety viết: "Dylan cuối cùng cũng làm được thứ gì đó mà người nghe có thể gọi là hát. Theo cách nào đó mà anh ấy mới bổ sung thêm được một quãng tám vào giọng ca của mình." Dylan và Cash trước đó có cùng nhau thu âm hàng loạt những bản song ca, song chỉ duy nhất ca khúc "Girl from the North Country" của Dylan được chọn cho album.
Tháng 5 năm 1969, Dylan xuất hiện trong tập đầu tiên của chương trình truyền hình về Johnny Cash, song ca với Cash trong 3 ca khúc "Girl from the North Country", "I Threw It All Away" và "Living the Blues". Sau đó anh đặt vé đi Anh để tham dự Liên hoan nhạc rock ở Đảo Wight ngày 31 tháng 8 năm 1969 sau khi từ chối tham gia Liên hoan âm nhạc Woodstock gần nhà anh hơn rất nhiều.

### Thập niên 1970
Đầu những năm 1970, những bình luận về Dylan nhìn chung là đa dạng và nhiều tranh cãi. Nhà phê bình Greil Marcus của tờ Rolling Stone đã phải thốt lên "Thứ chết tiệt gì đây?" ngay sau lần đầu tiên lắng nghe album Self Portrait, được ra mắt vào tháng 6 năm 1970. Nhìn chung, album kép trên của Dylan với chỉ một vài sáng tác cá nhân, nhận được đánh giá rất thấp. Tới tháng 10, anh cho phát hành New Morning quay trở lại với phong cách ban đầu. Tháng 11 năm 1968, anh cùng George Harrison sáng tác nên ca khúc "I'd Have You Anytime"; Harrison sau đó thu âm ca khúc "I'd Have You Anytime" và sáng tác "If Not for You" của Dylan cho album đơn ca đầu tay của mình, All Things Must Pass (1970). Sự xuất hiện bất ngờ của Dylan trong chương trình Concert for Bangladesh của Harrison vào năm 1971 thu hút sự quan tâm đặc biệt của công chúng, minh chứng rõ ràng việc Dylan đã rất lâu không còn đứng trên sân khấu.
Trong khoảng những ngày 16-19 tháng 3 năm 1971, Dylan làm việc cùng với Leon Russell tại Blue Rock Studios, một phòng thu nhỏ nằm ở làng Greenwich, New York. Những ngày thu âm đã giúp anh có được đĩa đơn "Watching the River Flow", ngoài ra còn có ca khúc mới "When I Paint My Masterpiece". Ngày 4 tháng 11 năm 1971, anh thu âm "George Jackson", bài hát được phát hành ngay 1 tuần sau đó. Dylan gây ngạc nhiên cho rất nhiều người khi quay lại với chủ đề phản chiến liên hệ với vụ ám sát George Jackson của Đảng Black Panther ở nhà tù San Quentin không lâu trước đó. Ngoài ra, anh còn đóng góp phần piano và harmonica trong album Somebody Else's Troubles của Steve Goodman vào tháng 9 năm 1972 dưới nghệ danh Robert Milkwood Thomas.
Năm 1972, Dylan ký hợp đồng với bộ phim Pat Garrett and Billy the Kid của đạo diễn Sam Peckinpah, anh tham gia sáng tác toàn bộ phần âm nhạc cho bộ phim, đồng thời thủ vai nhân vật "Alias" – thành viên của băng nhóm Billy dựa theo vài nguồn tư liệu có thật. Cho dù bộ phim không có được nhiều thành công tại rạp chiếu, sáng tác chủ đề "Knockin' on Heaven's Door" của Dylan sau này trở thành một trong những ca khúc được hát lại nhiều nhất của anh.

#### Trở lại lưu diễn

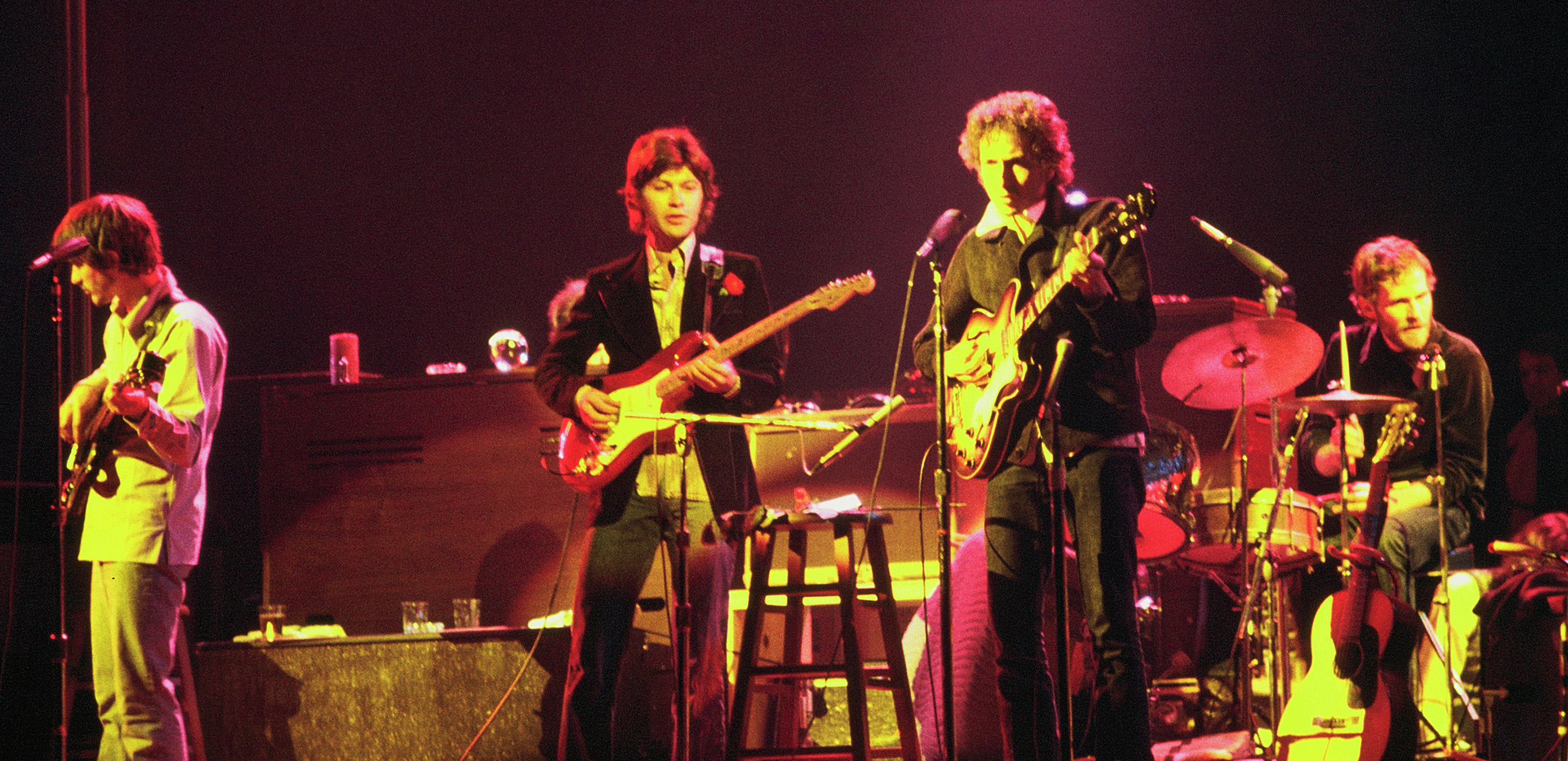
Bob Dylan, thứ 3 từ trái sang, cùng The Band trên sân khấu năm 1974

Năm 1973, Dylan ký hợp đồng với hãng đĩa mới, Asylum Records của David Geffen, sau khi hợp đồng với Columbia đáo hạn. Album tiếp theo của anh, Planet Waves, với The Band chơi lót, bao gồm những ca khúc từng được thể hiện trong các buổi diễn. Album bao gồm 2 ấn bản của ca khúc "Forever Young", sau này trở thành một trong những ca khúc nổi tiếng nhất của anh. Một trong những đánh giá miêu tả ca khúc đã làm bật lên "một thứ gì đó thánh ca và chân thành viết về người cha của Dylan", trong khi bản thân anh bình luận "Tôi viết nó khi đang nghĩ về một trong những đứa con trai của mình, và tôi không muốn nó lại sướt mướt quá." Cây viết sử Howard Sounes cũng ghi chép rằng Jakob Dylan cũng tin rằng ca khúc này là sáng tác dành cho anh.
Columbia Records ngay lập tức cho phát hành album Dylan tuyển tập những ca khúc chưa từng được phát hành (chủ yếu là các bản hát lại) với mục đích đáp trả tới đối thủ trực tiếp là hãng đĩa mà Dylan mới ký hợp đồng. Tháng 1 năm 1974, Dylan quay trở lại lưu diễn sau 7 năm sống ẩn dật; được The Band chơi lót, anh xuất hiện với sự tự tin lớn, đi dọc vùng duyên hải Bắc Mỹ với 40 buổi diễn. Album trực tiếp từ chuyến đi, Before the Flood, được Asylum phát hành sau đó. Không lâu sau, Columbia lên tiếng tuyên bố "sẽ không làm bất kể điều gì để đưa Dylan quay lại mái nhà xưa". Dylan cũng có chút vấn đề với Asylum, đặc biệt không hài lòng khi có tới hàng triệu vé đặt trước cho chuyến lưu diễn của mình trong khi Geffen lại hạn chế lượng đĩa bán của Planet Waves ở con số 700.000. Anh liền quay trở lại Columbia Records và hãng này được ủy quyền phát hành 2 album của Asylum dưới tên nhãn đĩa của mình.
Sau khi chuyến lưu diễn kết thúc, Dylan và vợ liền tạm thời xa lánh công chúng. Anh nhanh chóng viết đầy cuốn sổ tay với những sáng tác mới về những mối quan hệ và sự chia ly, thu âm thành album mới mang tên Blood on the Tracks vào tháng 9 năm 1974. Dylan trì hoãn quá trình ra mắt album khi cho thu âm lại một nửa số ca khúc tại phòng thu Sound 80 Studios tại Minneapolis với sự hỗ trợ kỹ thuật từ người anh trai David Zimmerman.
Được phát hành vào đầu năm 1975, Blood on the Tracks nhận được nhiều phản ứng trái chiều. Trên tờ NME, cây bút Nick Kent bình luận "phần nhạc đệm đôi lúc tạo cảm giác rác rưởi như thể đây chỉ là những bản thu nháp". Nhà báo Jon Laudau của tạp chí Rolling Stone miêu tả đây là "một bản thu được tạo nên từ sự rẻ tiền điển hình". Qua thời gian, nhiều đánh giá coi đây là một trong những tuyệt tác của Dylan, xứng đáng ngang hàng với bộ 3 album mà anh từng phát hành vào giữa thập niên 1960. Trên trang Salon.com, Bill Wyman viết: "Blood on the Tracks là album hoàn mỹ và sản phẩm tốt nhất mà Dylan từng sản xuất; từng ca khúc được xây dựng với kiểu cách vô cùng nghiêm túc. Đây là album gây hài lòng và kinh ngạc nhất, có vẻ sẵn sàng đứng giữa chỉ trích nhằm có được sự cân bằng lớn lao giữa sự ba-hoa-quá-đà của thập niên 1960 và sự ý thức cá nhân qua những sáng tác đơn giản những năm sau đó của anh." Nhà văn Rick Moody gọi đây là "sản phẩm chân thực nhất, chân thành nhất về tình yêu, từ cái nắm tay tới tình dục, được đặt trong giai điệu của băng từ."

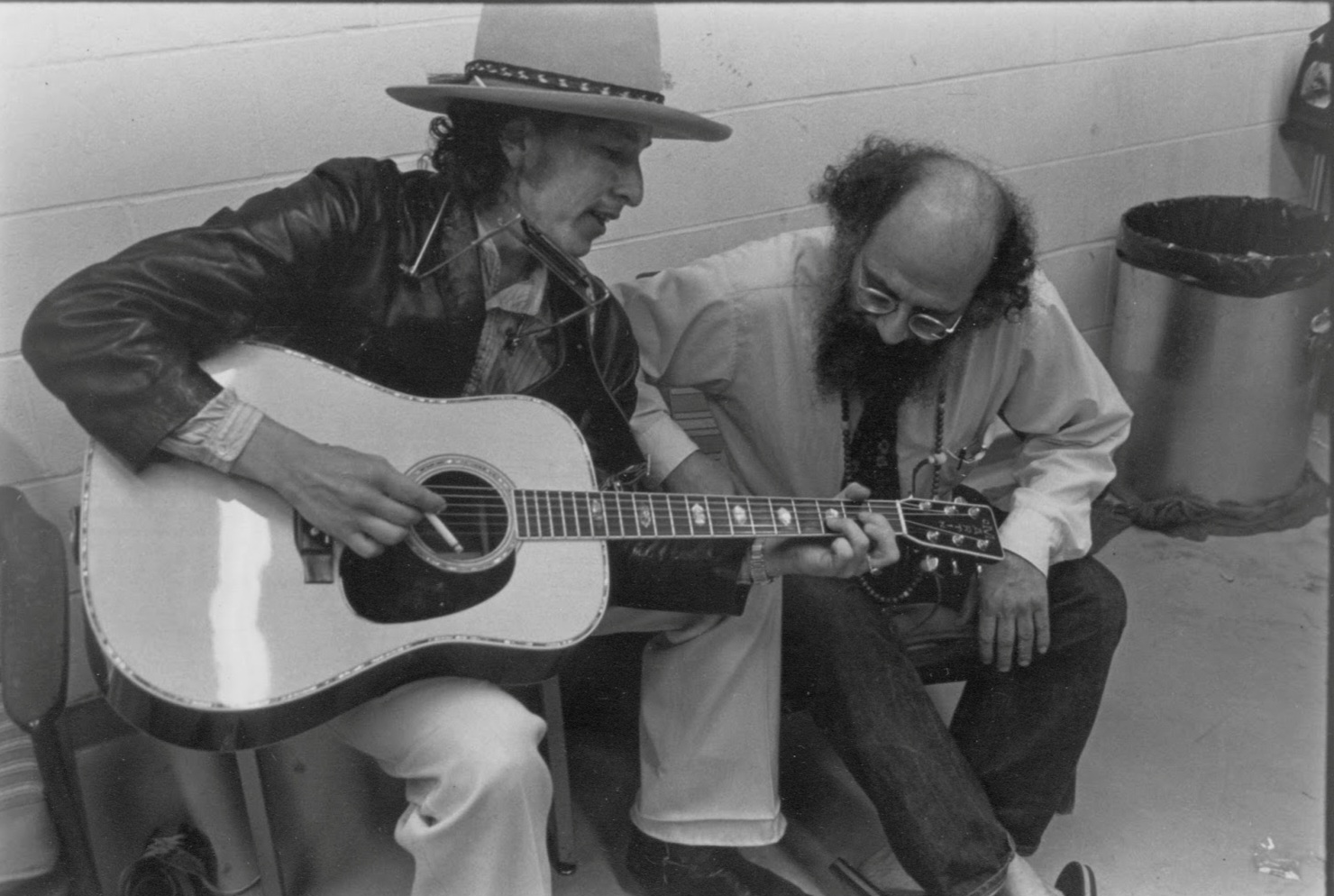
Bob Dylan và Allen Ginsberg trong chuyến lưu diễn Rolling Thunder Revue năm 1975

Hè năm đó Dylan sáng tác bản ballad dài viết về nhà vô địch quyền anh Rubin Carter khi ông bị kết án giết người ở Paterson, New Jersey năm 1966. Sau khi thăm Carter trong tù, Dylan đã viết nên ca khúc "Hurricane", minh chứng Carter hoàn toàn vô tội. Với độ dài 8:32, ca khúc này được phát hành dưới dạng đĩa đơn, có được vị trí số 33 tại Billboard và được trình bày trong mọi buổi diễn của chuyến lưu diễn Rolling Thunder Revue của Dylan vào năm 1975. Chuyến lưu diễn diễn được thay đổi vào mỗi buổi diễn với sự tham gia của hàng trăm nghệ sĩ cũng như người hâm mộ khác nhau trong cộng đồng nhạc folk ở Greenwich, có thể kể tới T-Bone Burnett, Ramblin' Jack Elliott, Joni Mitchell, David Mansfield, Roger McGuinn, Mick Ronson, Joan Baez và nghệ sĩ vĩ cầm Scarlet Rivera mà một lần tình cờ Dylan bắt gặp cô trên đường khi đang đeo trên lưng cây đàn. Allen Ginsberg đi cùng ê-kíp, bố trí cảnh quay cho bộ phim được thực hiện đồng thời. Sam Shepard ban đầu được lựa chọn để dựng cảnh, song sau đó được đi cùng đoàn diễn trong vai trò phát ngôn viên.
Được bắt đầu từ cuối năm 1975 tới hết nửa đầu năm 1976, chuyến lưu diễn giúp Dylan quảng bá thành công album sau đó, Desire, với rất nhiều sáng tác mới của anh mang phong cách kể-chuyện-xê-dịch, minh chứng những ảnh hưởng rõ ràng từ cộng tác viên mới – nhà biên kịch Jacques Levy. Một nửa số buổi diễn trong chuyến lưu diễn năm 1976 này được trình chiếu trên truyền hình trong chương trình mang tên Hard Rain, rồi sau đó được đưa vào bản LP Hard Rain; không có một sản phẩm nào khác về chuyến lưu diễn được biết tới và có được đánh giá tốt hơn album trên cho tới tận album mang tên Live 1975, ra mắt năm 2002.
Chuyến lưu diễn Revue giúp Dylan có được bộ phim dài gần 4 tiếng mang tên Renaldo and Clara với lối kể chuyện tùy hứng và lộn xộn, bao gồm các hoạt cảnh trên sân khấu và hồi tưởng. Được phát hành vào năm 1978, bộ phim nhận được nhiều lời chê bai, thậm chí gay gắt và chỉ tồn tại trong thời gian rất ngắn ở các rạp chiếu. Cuối năm, Dylan thực hiện bản chỉnh sửa, rút gọn bộ phim còn 2 tiếng với nội dung chủ yếu là những phần trình diễn sân khấu, góp phần giúp bộ phim có được những đón nhận tích cực hơn.
Tháng 11 năm 1976, Dylan tham gia buổi diễn "chia tay" The Band cùng Eric Clapton, Joni Mitchell, Muddy Waters, Van Morrison và Neil Young. Buổi diễn được đạo diễn Martin Scorsese quay lại thành bộ phim nổi tiếng The Last Waltz (1978) với phân nửa là phần trình diễn của Dylan. Cùng năm, anh cũng sáng tác ca khúc song ca "Sign Language" cho album No Reason to Cry của Clapton.
Dylan dành hầu hết năm 1978 cho chuyến lưu diễn vòng quanh thế giới với 114 buổi diễn tại Nhật Bản, vùng Viễn Đông, châu Âu và Mỹ và tổng số khán giả lên tới 2 triệu người. Trong quá trình thực hiện, Dylan có nhờ tới 8 ban nhạc khác nhau, cùng với đó là 3 ca sĩ hát nền chuyên nghiệp. Những buổi diễn tại Nhật vào tháng 2 và 3 được thu âm thành album trực tiếp Bob Dylan at Budokan. Tuy nhiên, các đánh giá lại khá trái chiều. Robert Christgau chỉ cho album điểm C+ với lời đánh giá khá bi quan, trong khi Janet Maslin của tờ Rolling Stone lại lên tiếng bảo vệ khi cho rằng đây là "ấn bản trực tiếp cuối cùng của những ca khúc ngày xưa với mục đích giải phóng Dylan khỏi hình ảnh nguyên gốc." Khi chuyến lưu diễn tới Mỹ vào tháng 9 năm 1978, anh đã né tránh báo chí khi thay đổi toàn bộ hình thức của chuyến lưu diễn dưới tên Las Vegas Tour. Chuyến lưu diễn năm 1978 giúp Dylan kiếm được khoản tiền khổng lồ vào thời điểm đó, 20 triệu USD, và anh cũng tiết lộ với tờ Los Angeles Times rằng mình cần phải trả vài khoản nợ vì "Tôi đã từng có những năm tồi tệ. Tôi đã đầu tư cả đống tiền cho phim ảnh, để xây biệt thự... và thủ tục ly hôn ở California cũng rất tốn kém."
Tháng 4-5 năm 1978, Dylan mang một số lượng lớn ban nhạc và ca sĩ hát nền tới phòng thu Rundown Studios mà anh thuê ở Santa Monica, California nhằm thực hiện album tiếp theo Street-Legal. Album được Michael Gray miêu tả: "Sau Blood On The Tracks, đây có lẽ là sản phẩm tốt nhất của Dylan kể từ thập niên 1970: một album đặc biệt minh họa lại quãng thời gian đặc biệt trong cuộc đời của Dylan." Tuy nhiên, thực tế album gặp nhiều vấn đề vì chất lượng thu âm và chỉnh âm tồi (một phần vì kinh nghiệm tổ chức thu âm kém cỏi của Dylan) với phần chơi nhạc cụ tạp nham chỉ được chỉnh sửa sau này qua ấn bản CD năm 1999 với một vài ca khúc đạt chất lượng tốt hơn.

#### Kitô giáo
Tới cuối thập niên 1970, Dylan trở thành tín đồ Kitô giáo tái sinh và cho phát hành 2 album nhạc phúc âm Kitô giáo. Slow Train Coming (1979) được thực hiện với phần chơi guitar điện bởi Mark Knopfler (từ Dire Straits) và sản xuất bởi một nhân vật tiếng tăm trong dòng nhạc R&B, Jerry Wexler. Wexler sau này kể lại rằng Dylan đã cố gắng cảm hóa ông trong thời gian thu âm album, và ông đáp lại: "Này Bob, cậu đang nói chuyện với một gã Do Thái 62 tuổi vô thần đấy! Hãy tập trung vào album đi." Album giúp Dylan đoạt giải Grammy cho Trình diễn giọng nam xuất sắc nhất trong ca khúc "Gotta Serve Somebody". Album thứ 2 cùng chủ đề, Saved (1980), nhận được nhiều đánh giá lẫn lộn và được cây viết Michael Gray miêu tả "thứ gần gũi với album trước đó mà Dylan vừa thực hiện, kiểu Slow Train Coming II hoặc thấp hơn". Trong những chuyến lưu diễn cuối năm 1979 đầu năm 1980, Dylan không trình diễn bất cứ ca khúc nào thời kỳ trước đó, và anh đưa lên sân khấu cả những quan điểm về đức tin của mình, ví dụ như:
"Nhiều năm trước họ... nói rằng tôi là một nhà truyền đạo. "Không, tôi không phải", nhưng họ vẫn nói "Có, anh là một nhà truyền đạo", tôi liền đáp "Không phải tôi". Và họ vẫn cứ nhắc lại "Cậu chắc chắn là một nhà truyền đạo", họ đã cố gắng thuyết phục tôi như vậy. Nay tôi đã giác ngộ và tôi nói Jesus là câu trả lời của tôi. Giờ họ nói "Bob Dylan không phải là một người truyền đạo!", có vẻ họ không chấp nhận nổi sự thay đổi này."
Việc Dylan trở thành tín đồ Kitô giáo tái sinh không được nhiều người biết tới, chung quy chỉ trong số những người hâm mộ và những người bạn nhạc sĩ. Không lâu trước khi bị ám sát, John Lennon cho thu âm ca khúc "Serve Yourself" để đáp trả lại sáng tác "Gotta Serve Somebody" của Dylan. Năm 1981, nhà báo Stephen Holden viết trên tờ New York Times rằng "không phải tuổi tác (lúc này Dylan đã 40 tuổi) hay những câu chuyện phổ biến về Kitô-giáo-tái-sinh đã làm hủy hoại cá tính mang tính biểu tượng của anh".

### Thập niên 1980

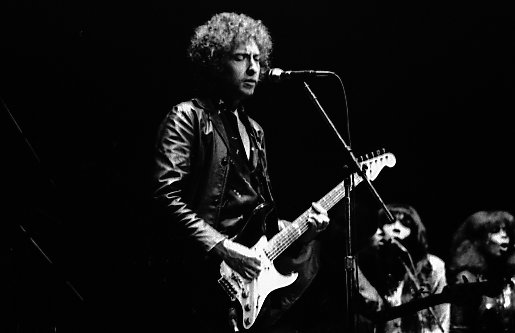
Dylan trình diễn tại Toronto ngày 18 tháng 4 năm 1980

Cuối năm 1980, Dylan đi diễn hàng loạt chương trình nhỏ lẻ rồi đặt tên A Musical Retrospective bao gồm toàn những ca khúc nổi tiếng từ những năm 1960. Album Shot of Love được phát hành vào mùa xuân năm sau đó với nội dung là những sáng tác mới của anh từ hơn 2 năm trở lại, kể cả vài ca khúc Kitô giáo. Ca khúc "Every Grain of Sand" lấy ca từ từ đoạn thơ của William Blake.
Trong những năm 1980, những đánh giá về các sản phẩm của Dylan là rất trái chiều, từ hài lòng thỏa mãn trong Infidels (1983) cho tới chỉ trích gay gắt với Down in the Groove (1988). Nhiều nhà phê bình như Michael Gray cho rằng những album trong thập niên 1980 của Dylan thể hiện rõ ràng việc thiếu chú trọng tới kỹ thuật phòng thu cũng như việc anh không thể viết nên được những sáng tác xuất sắc. Điển hình là trong quá trình thực hiện Infidels mà Dylan có nhờ tới Mark Knopfler trong vai trò guitar và sản xuất, rất nhiều ca khúc hay lại bị Dylan loại ra khỏi kế hoạch thu âm. Những đánh giá tốt nhất được dành cho "Blind Willie McTell" tưởng nhớ tới ngôi sao nhạc blues mới qua đời trong hoạt động nhân quyền của cộng đồng người Mỹ gốc Phi, ngoài ra còn có "Foot of Pride" và "Lord Protect My Child". Tất cả những ca khúc này sau đó được đưa vào bootleg tuyển tập The Bootleg Series Volumes 1–3 (Rare & Unreleased) 1961–1991.
Trong khoảng từ tháng 7 năm 1984 tới tháng 3 năm 1985, Dylan thu âm Empire Burlesque. Arthur Baker, người từng chỉnh âm các ca khúc của Bruce Springsteen và Cyndi Lauper, được mời làm kỹ thuật viên cho album này. Baker sau này nói rằng ông cảm thấy mình được Dylan tin tưởng góp phần tạo nên thứ âm thanh "một chút đương đại hơn" của album.
Dylan tham gia cùng USA for Africa trong ca khúc quyên góp từ thiện "We Are the World". Ngày 13 tháng 7 năm 1985, anh xuất hiện trong chương trình từ thiện của Live Aid tại sân vận động JFK, Philadelphia. Được chơi lót bởi Keith Richards và Ronnie Wood, Dylan trình diễn một ấn bản khá "dữ dằn" của ca khúc "Hollis Brown" – bản ballad nói về sự nghèo khó ở vùng nông thôn – cùng với đó là thông điệp gửi tới gần 1 tỉ người nghe vào thời điểm đó: "Tôi hi vọng rằng với chút tiền này... có thể họ có thể trích một ít từ đó, có thể là... 1 hay 2 triệu... có thể là... và dùng nó để trả phần thế chấp cho những trang trại mà những người nông dân đang nợ từ ngân hàng." Quan điểm của anh ngay lập tức bị đánh giá là hoang đường, nhưng lại góp phần giúp Willie Nelson thực hiện một loạt chương trình sau đó, Farm Aid, nhằm hỗ trợ việc trang trải các khoản nợ của những người nông dân Mỹ.
Tháng 4 năm 1986, Dylan có một trải nghiệm nhỏ vào thế giới nhạc rap khi tham gia góp giọng vào ca khúc "Street Rock" trong một album Kingdom Blow của Kurtis Blow. Album tiếp theo của anh, Knocked Out Loaded, được phát hành vào tháng 7 năm 1986 với 3 ca khúc hát lại (của Little Junior Parker, Kris Kristofferson và bản thánh ca phúc âm truyền thống "Precious Memories"), 3 ca khúc cộng tác sáng tác (cùng Tom Petty, Sam Shepard và Carole Bayer Sager) và 2 sáng tác mới của Dylan. Một đánh giá bình luận "bản thu đúc kết từ rất nhiều con đường sai lầm nhằm có được sự lựa chọn phù hợp, và một trong số những con đường sai lầm đó đã từng kéo anh đi xuống nơi mà người đời từng gọi là dấu chấm hết. Tới năm 1986, một bản thu bất ngờ nhưng không hoàn toàn tình cờ nữa của Dylan cũng không thể góp phần giúp chúng có thể đỡ thất bại hơn." Đây chính là album đầu tiên của Dylan kể từ Freewheelin' (1963) không thể vào top 50 tại các bảng xếp hạng. Tuy nhiên, nhiều bài phê bình cùng đồng ý rằng ca khúc 11-phút đồng sáng tác với Sam Shepard, "Brownsville Girl", là một siêu phẩm nữa của Dylan.
Trong những năm 1986 và 1987, Dylan tích cực đi lưu diễn cùng Tom Petty and the Heartbreakers, cùng Petty hát chính trong nhiều ca khúc tại các buổi diễn. Anh cũng đi lưu diễn cùng The Grateful Dead vào năm 1987, đi kèm là album mang tên Dylan & The Dead. Tuy nhiên album lại có được phản hồi khá tiêu cực. AllMusic viết "có lẽ là album dở nhất của cả Dylan lẫn Greatful Dead". Sau khi đi diễn cùng những nghệ sĩ trên, Dylan bắt đầu chương trình trình diễn kéo dài của mình mang tên Never Ending Tour vào ngày 7 tháng 6 năm 1988 với một ban nhạc chơi lót cố định của nghệ sĩ guitar G. E. Smith. Dylan vẫn đi diễn cùng với ban nhạc trên với một chút thay đổi nhỏ về thành viên suốt 20 năm sau đó.

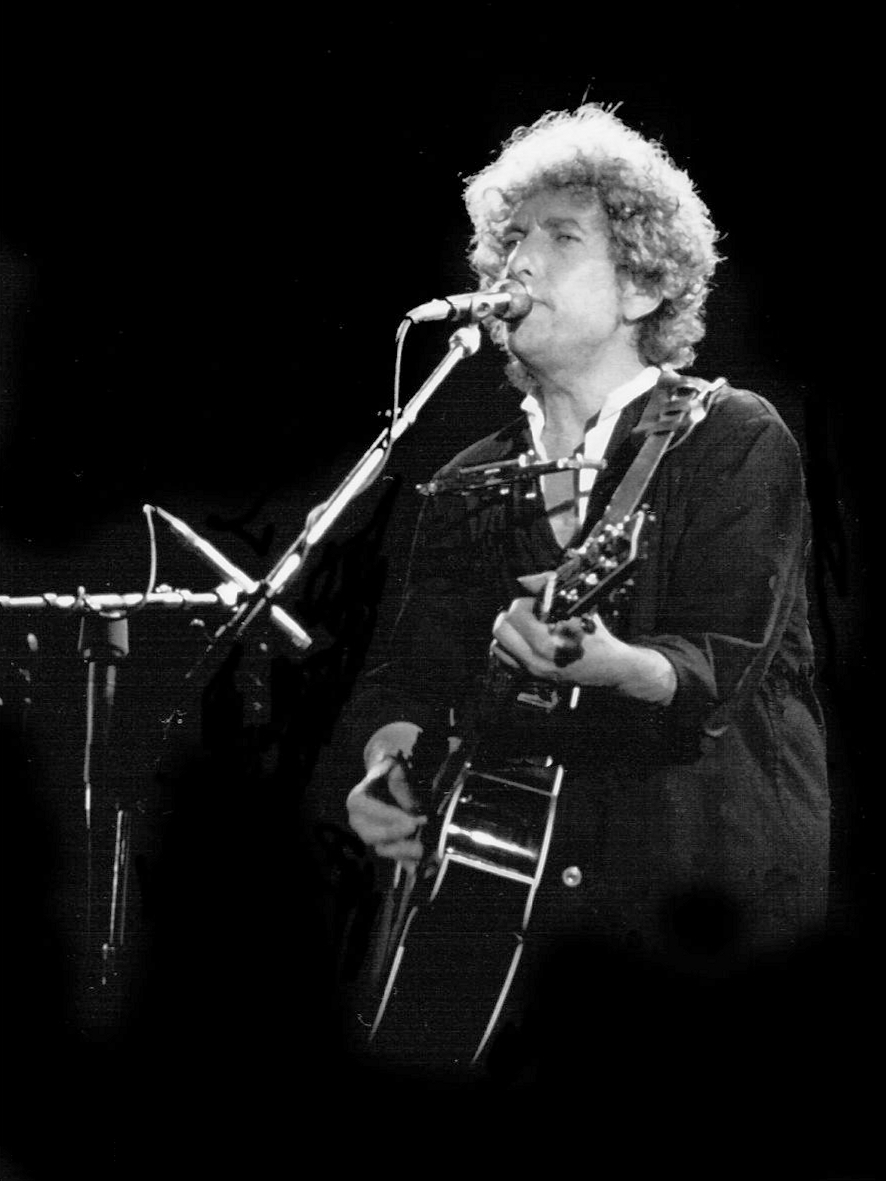
Bob Dylan trên sân khấu Barcelona, Tây Ban Nha năm 1984

Năm 1987, Dylan tham gia diễn xuất trong bộ phim Hearts of Fire của đạo diễn Richard Marquand, thủ vai nhân vật Billy Parker – một ngôi-sao-nhạc-rock-bị-lãng-quên buộc phải trở thành gã nông dân chăn nuôi gia cầm sau khi người tình tuổi thiếu niên (Fiona) chia tay anh để tới với tay ca sĩ thuộc trào lưu synth-pop từ nước Anh (Rupert Everett). Dylan trực tiếp viết 2 ca khúc nhạc phim là "Night After Night" và "I Had a Dream About You, Baby", cùng với đó là hát lại sáng tác "The Usual" của John Hiatt. Bộ phim nhanh chóng thảm bại về cả mặt chuyên môn cũng như doanh thu. Dylan được vinh danh tại Đại sảnh Danh vọng Rock and Roll vào tháng 1 năm 1988 với lời đề cử từ fan hâm mộ lâu năm, Bruce Springsteen: "Bob giải phóng tâm hồn bạn như cách Elvis từng giải phóng cơ thể bạn vậy. Anh ấy đã chứng minh với chúng ta rằng cho dù âm nhạc vốn ban đầu chỉ mang tính tự nhiên bộc phát, song không vì thế mà nó lại thiếu tính trí tuệ."
Khi Dylan cho phát hành album Down in the Groove vào tháng 5 năm 1988, doanh số thu được nhìn chung là kém hơn hẳn album trước đó của anh. Michael Gray viết: "Cái nhan đề quá đỗi hiển nhiên không làm lộ ra bất cứ khái niệm nào trong đó. Đây lại là một cách làm giảm giá trị quan điểm cho rằng mỗi album mới của Dylan mang tới một điều gì đó mới mẻ." Những lời chê bai và thất bại thương mại của album nhanh chóng bị lãng quên bởi sự xuất hiện của Traveling Wilburys. Dylan đồng sáng lập nên siêu ban nhạc trên cùng những người bạn thân George Harrison, Jeff Lynne, Roy Orbison và Tom Petty vào cuối năm 1988, và album đầu tay đa-Bạch kim của họ, Traveling Wilburys Vol. 1, đạt tới vị trí số 3 tại bảng xếp hạng ở Mỹ với những ca khúc được cho là sáng tác dễ nghe nhất của Dylan trong nhiều năm trở lại. Cho dù Orbison đột ngột qua đời vào tháng 12 năm 1988, 4 thành viên còn lại tiếp tục thu âm và cho ra mắt album thứ hai của mình vào tháng 5 năm 1990 với một nhan đề dễ gây nhầm lẫn, Traveling Wilburys Vol. 3.
Dylan kết thúc thập niên đầy biến động của mình với siêu phẩm Oh Mercy, được sản xuất bởi Daniel Lanois. Michael Gray đánh giá về album này "Vô cùng chú trọng cách viết, chất giọng đặc biệt, sự ấm áp từ âm nhạc và một sự chuyên nghiệp đầy bản lĩnh, tất cả những yếu tố liên kết lại tạo nên album xuất sắc nhất thập niên 1980 của Dylan." Ca khúc "Most of the Time", một sáng tác về tình yêu lỡ dở, sau này được đưa vào trong bộ phim High Fidelity, trong khi "What Was It You Wanted?" ghi nhận nhiều giáo lý và cả những thái độ gượng gạo qua đánh giá từ những chuyên gia cũng như người hâm mộ. Hình ảnh mang tính tôn giáo trong ca khúc "Ring Them Bells" gây chú ý tới nhiều nhà phê bình vì những quan điểm về đức tin.

### Thập niên 1990

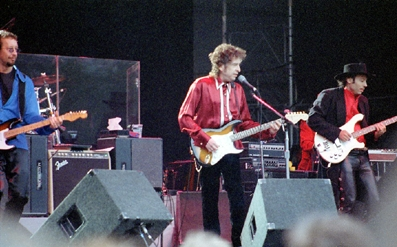
Dylan trình diễn cùng nhạc cụ điện trên sân khấu tại Stockhom, Thụy Điển năm 1996

Năm 1990, Dylan phát hành album Under the Red Sky đối lập hoàn toàn với Oh Mercy, bao gồm rất nhiều ca khúc đơn giản như "Under the Red Sky" và "Wiggle Wiggle". Album này được ghi dành tặng cho "Gabby Goo Goo", sau này được giải thích là tên gọi cho con gái của Dylan với Carolyn Dennis – Desiree Gabrielle Dennis-Dylan – lúc đó mới 4 tuổi. Những nghệ sĩ khách mời trong album bao gồm George Harrison, Slash (từ Guns N' Roses), David Crosby, Bruce Hornsby, Stevie Ray Vaughan và Elton John. Cho dù được thực hiện với đội hình toàn siêu sao, bản thu lại nhận được khá nhiều chỉ trích và nhìn chung là ế ẩm.
Dylan được vinh danh tại Giải Grammy Thành tựu trọn đời vào năm 1991 bởi diễn viên người Mỹ Jack Nicholson. Sự kiện này trùng với lúc nổ ra Chiến tranh vùng Vịnh chống lại chế độ của Saddam Hussein, vì thế Dylan đã trình diễn ca khúc "Masters of War" khi lên nhận giải. Dylan chỉ nói lời cám ơn ngắn gọn: "Cha tôi đã từng nói: "Con trai, sẽ có ngày con sẽ trở nên nhơ nhuốc tới mức cả mẹ lẫn cha phải từ con. Nếu điều đó xảy ra, hẳn là Chúa đã tin tưởng để tài năng của con đưa con về với con đường của mình."" Cảm xúc trong câu nói này được lấy cảm hứng từ một trích dẫn của nhà trí thức người Đức gốc Do Thái thế kỷ 19 Rabbi Samson Raphael Hirsch.
Những năm kế tiếp chứng kiến một Dylan trở về với phong cách nguyên gốc với 2 album nhạc folk là Good as I Been to You (1992) và World Gone Wrong (1993), sử dụng nhiều diễn giải và guitar acoustic. Rất nhiều đánh giá đã bình luận và tán dương vẻ đẹp bình lặng trong "Lone Pilgrim", được sáng tác bởi một giáo viên từ thế kỷ 19 và được Dylan thể hiện với sự tôn kính rõ rệt. Tháng 11 năm 1994, anh thực hiện 2 buổi diễn cho chuỗi chương trình MTV Unplugged, ngoài ra anh cũng trình bày mong muốn được hát lại những ca khúc truyền thống cho chương trình được đạo diễn bởi Sony vốn chú trọng hơn tới những ca khúc bán chạy trên thị trường. Album theo kèm, MTV Unplugged, bao gồm ca khúc "John Brown", một bản thu từ năm 1963 song chưa từng được phát hành, đề cập tới sự tàn phá của chiến tranh và chủ nghĩa hiếu chiến.
Với hàng loạt sáng tác được viết trong suốt mùa đông tại trang trại của mình ở Minnessota, Dylan liền đặt hẹn với nhà sản xuất Daniel Lanois để thu âm tại phòng thu Criteria Studios vào tháng 1 năm 1997. Cuối mùa xuân năm đó, ngay trước khi album phát hành, Dylan phải nhập viện để điều trị bệnh tim. Chuyến lưu diễn châu Âu bị hủy bỏ, song anh đã nhanh chóng hồi phục và sớm ra viện "Tôi cứ nghĩ là tôi đã phải sớm gặp Elvis rồi". Anh quay trở lại với âm nhạc vào giữa mùa hè, trình diễn trước Giáo hoàng Gioan Phaolô II tại Diễn đàn thánh thể thế giới tại Bologna, Ý. Giáo hoàng đọc trước 200.000 tín đồ bài thuyết pháp có nội dung dựa trên phần lời ca khúc "Blowin' in the Wind" của Dylan.
Tháng 9, Dylan cho phát hành album cộng tác với Lanois mang tên Time Out of Mind. Mang theo nhiều nhận định chua cay và những suy tư tối màu, sản phẩm tổng hợp những sáng tác hoàn toàn cá nhân đầu tiên của Dylan sau 7 năm nhận được nhiều lời ngợi ca. Một đánh giá viết: "Bản thân những ca khúc đã đầy sức mạnh vô song, bổ sung vào bộ sưu tập những sáng tác xuất sắc nhất của Dylan từ nhiều năm nay." Sản phẩm này cũng góp phần giúp Dylan lần duy nhất trong sự nghiệp giành được Giải Grammy cho Album của năm.
Tháng 12 năm 1997, Tổng thống Mỹ Bill Clinton mời Dylan tới tham dự lễ vinh danh tại Kennedy Center Honor tại khu nhà phía Đông của Nhà Trắng với lời tựa: "Ông có lẽ là người có nhiều ảnh hưởng nhất tới thế hệ của tôi hơn bất kể một nghệ sĩ nào khác. Giọng hát và ca từ của ông không phải bao giờ cũng dễ nghe, nhưng sự nghiệp của Dylan chưa bao giờ dễ dàng. Ông đã gây chấn động nền hòa bình và dậy nên những suy nghĩ về sức mạnh."

### Thập niên 2000
Dylan bắt đầu thiên niên kỷ mới với giải thưởng Polar Music được trao vào tháng 5 năm 2000, tiếp theo đó là giải Oscar đầu tiên trong sự nghiệp với ca khúc "Things Have Changed" cho bộ phim Wonder Boys vào tháng 3 năm 2001.
Love and Theft được phát hành vào ngày 11 tháng 9 năm 2001. Thu âm cùng ban nhạc lưu diễn của mình, Dylan đã tự tay sản xuất album này dưới nghệ danh Jack Frost. Album có được nhiều đánh giá tích cực, theo kèm là vài đề cử Grammy. Nhiều cây bút cho rằng Dylan đã mở rộng phong cách của mình khi kết hợp rockabilly, Western swing, jazz và thậm chí lounge ballads. Love and Theft cũng gây nên nhiều tranh cãi khi tờ The Wall Street Journal cho công bố nhiều điểm tương đồng đáng ngạc nhiên trong phần ca từ với nội dung cuốn sách Confessions of a Yakuza của nhà văn Nhật Bản Junichi Saga.
Năm 2003, Dylan quay trở lại với khái niệm "tái sinh" để thực hiện dự án CD mang tên Gotta Serve Somebody: The Gospel Songs of Bob Dylan. Cùng năm, bộ phim Masked & Anonymous được ra mắt mà ông cùng hợp tác đạo diễn với Larry Charles dưới nghệ danh Sergei Petrov. Dylan thủ vai nhân vật chính, Jack Fate, bên cạnh dàn diễn viên bao gồm Jeff Bridges, Penélope Cruz và John Goodman. Bộ phim nhận được nhiều đánh giá trái chiều: nhiều ý kiến cho rằng đây là "một mớ hỗn độn", trong khi số khác lại đánh giá đây là một sản phẩm nghệ thuật nghiêm túc.
Tháng 10 năm 2004, Dylan cho ra mắt phần đầu cuốn tự truyện, Chronicles: Volume One. Cuốn sách sớm làm tiêu tan sự trông ngóng từ khán giả. Dylan dành 3 chương đầu tiên để nói về những năm đầu tại New York trong khoảng từ 1961–1962, tuy nhiên lại lờ đi những chi tiết trong giai đoạn giữa thập niên 1960 khi danh tiếng của ông lên tới đỉnh điểm. Ông cũng dành nhiều chương cho những album New Morning (1970) và Oh Mercy (1989). Cuốn sách sau đó có mặt trong danh sách những đầu sách bán chạy nhất năm của tạp chí The New York Times vào tháng 12 năm 2004 cũng như được đề cử tại giải thưởng National Book Award.
Đạo diễn lừng danh Martin Scorsese thực hiện bộ phim No Direction Home nói về tiểu sử của Dylan, trình chiếu 2 ngày 26-27 tháng 9 năm 2005 trên kênh BBC 2 tại Anh và PBS tại Mỹ. Bộ phim tập trung nhiều vào giai đoạn kể từ khi Dylan tới New York vào năm 1961 cho tới tai nạn xe máy vào năm 1966 với lời kể của Suze Rotolo, Liam Clancy, Joan Baez, Allen Ginsberg, Pete Seeger, Mavis Staples và bản thân Dylan. Bộ phim được trao giải Peabody vào tháng 4 năm 2006 và giải thưởng Columbia-duPont vào tháng 1 năm 2007. Phần nhạc phim bao gồm nhiều sáng tác chưa từng được phát hành của Dylan.
Dylan nhận được thêm sự chú ý khi một nghiên cứu vào năm 2007 đã công bố rằng phần ca từ của ông được dùng làm trích dẫn bởi các thẩm phán và luật sư nhiều hơn bất kể một nghệ sĩ nào khác – 186 lần so với con số 74 của The Beatles, nghệ sĩ đứng thứ 2. Những người từng trích dẫn chúng bao gồm cả Chánh án Tối cao Pháp viện Hoa Kỳ John Roberts và thẩm phán Antonin Scalia, cho dù cả hai cùng mang khuynh hướng bảo thủ. Một trong những đoạn trích dẫn nổi tiếng nhất có lẽ là "You don't need a weatherman to know which way the wind blows" từ ca khúc "Subterranean Homesick Blues" và "When you ain't got nothing, you got nothing to lose" từ ca khúc "Like a Rolling Stone".

#### Modern Times

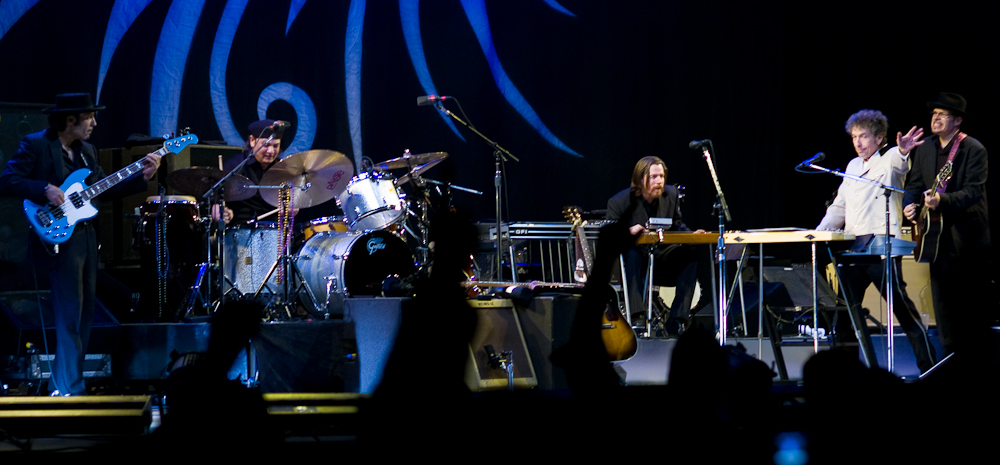
Bob Dylan trình diễn tại Oslo Spectrum, Na Uy, ngày 30 tháng 3 năm 2007

Ngày 3 tháng 5 năm 2006, lần đầu tiên sự nghiệp của Dylan được lên sóng phát thanh qua chương trình Theme Time Radio Hour của đài XM Satellite Radio, trong đó các ca khúc được chọn lựa theo một vài chủ đề đặc biệt. Dylan cũng chơi một vài ca khúc từ những năm 1930 cho tới ngày nay, bao gồm những sáng tác của những nghệ sĩ như Blur, Prince, L.L. Cool J và The Streets. Chương trình được đánh giá cao bởi thính giả khi Dylan có xen vào những dẫn chứng mang tính chiết trung là những lời châm biếm hài hước, bên cạnh những chủ đề giàu tính thẩm mỹ mà ông lựa chọn qua các ca khúc. Tháng 4 năm 2009, Dylan trình diễn lần thứ 100 tại chương trình này; chương trình đó được mang tên "Goodbye" và ca khúc cuối cùng được thu âm là "So Long, It's Been Good to Know Yuh" của Woody Guthrie. Nhan đề ca khúc cũng chính là lời gợi ý tới việc chính thức chấm dứt chương trình trên.
Ngày 29 tháng 8 năm 2006, Dylan cho phát hành album Modern Times. Cho dù có vài phản ứng đối với thay đổi về giọng hát của ông (chẳng hạn tờ The Guardian gọi giọng hát của Dylan là "tiếng nấc hấp hối kiểu viêm chảy"), song hầu hết những đánh giá đều tôn vinh sản phẩm này, cho rằng đây là phần hoàn thiện của bộ 3 siêu phẩm cùng với Time Out of Mind và Love and Theft. Modern Times đạt vị trí quán quân tại Mỹ, trở thành album đầu tiên của Dylan có được vị trí này kể từ Desire (1976). Tờ The New York Times sau đó cũng cho công bố bài viết về những điểm tương đồng giữa ca từ của album với những bài thơ từ thời nội chiến của nhà thơ Henry Timrod. Được đề cử 3 giải Grammy, Modern Times giành 2 trong số đó với Giải Grammy cho Album nhạc folk xuất sắc nhất, và Trình diễn Rock xuất sắc nhất cho ca khúc "Someday Baby". Album cũng được đề cử cho hạng mục Album của năm 2006 bởi tạp chí Rolling Stone tại Mỹ và tạp chí Uncut tại Anh. Tuyển tập Bob Dylan: The Collection được phát hành cùng với ngày Modern Times được đưa lên hệ thống iTunes Store với bản tổng hợp tất cả các ca khúc và ấn bản sự nghiệp Dylan (733 ca khúc), trong đó bao gồm 42 bản thu hiếm chưa từng công bố.
Tháng 8 năm 2007, bộ phim tiểu sử về Dylan mang tên I'm Not There, đạo diễn bởi Todd Haynes được phát hành với lời tựa "lấy cảm hứng từ âm nhạc và nhiều tư liệu sống của Bob Dylan". Bộ phim có sự tham gia của 6 diễn viên khác nhau nhằm tái hiện lại những khoảnh khắc cuộc đời ông: Christian Bale, Cate Blanchett, Marcus Carl Franklin, Richard Gere, Heath Ledger và Ben Whishaw. Thực tế tên bộ phim được lấy nhan đề từ một bản thu chưa từng được phát hành từ năm 1967 của Dylan, sau này cũng được đưa vào album nhạc phim của bộ phim. Tất cả các ca khúc nhạc phim đều là những sáng tác của Dylan, được hát lại và trình bày bởi nhiều nghệ sĩ khác nhau, bao gồm Sonic Youth, Eddie Vedder, Mason Jennings, Stephen Malkmus, Jeff Tweedy, Karen O, Willie Nelson, Cat Power, Richie Havens và Tom Verlaine.
Ngày 1 tháng 10 năm 2007, Columbia Records cho phát hành ấn bản đa-album mang tên Dylan, tổng hợp lại sự nghiệp của ông dưới tên Dylan 07. Cũng trong đợt sản xuất này, Mark Ronson cho chỉnh âm lại ca khúc "Most Likely You Go Your Way (And I'll Go Mine)" (1966), được phát hành dưới dạng đĩa đơn đa bản. Đây cũng là lần đầu tiên Dylan cho phép chỉnh âm lại một ca khúc kinh điển từ xa xưa của mình.

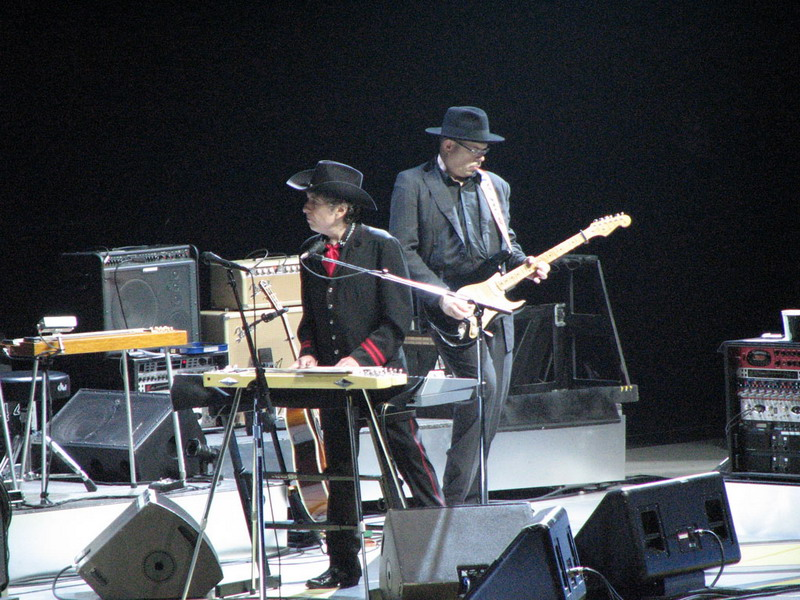
Dylan trình diễn tại Air Canada Centre, Toronto, ngày 7 tháng 11 năm 2006

Sự cầu kỳ của kế hoạch quảng bá Dylan 07 là minh chứng cho việc hình ảnh thương mại của Dylan đã trở nên thu hút hơn rất nhiều kể từ thập niên 1990. Thậm chí tới năm 2004, Dylan còn xuất hiện trong một video quảng cáo của hãng đồ lót nữ danh tiếng Victoria's Secret. 3 năm sau, vào tháng 10 năm 2007, ông tham gia vào sự kiện quảng bá cho dòng xe hơi 2008 Cadillac Escalade. Sau đó vào năm 2009, ông đã góp mặt vào sự kiện mang tính đột phá nhất sự nghiệp khi cùng song ca với ca sĩ nhạc rap will.i.am trong chiến dịch quảng cáo của hãng Pepsi, trình diễn trong màn khai mạc của trận chung kết Super Bowl XLIII giải Bóng đá nhà nghề Mỹ. Phần trình diễn, được chiếu trực tiếp tới hơn 98 triệu người xem, được mở đầu với phần hát của Dylan với ca khúc "Forever Young", tiếp nối theo đó là phần hip hop được thể hiện bởi will.i.am trong đoạn vào thứ ba của ca khúc.
Tháng 10 năm 2008, hãng Columbia cho phát hành ấn phẩm thứ 8 trong loạt bootleg của Dylan mang tên Tell Tale Signs: Rare And Unreleased 1989–2006 bao gồm 2 CD, đi kèm một CD thứ 3 với cuốn sách tuyển tập ảnh bìa dày tới 150 trang. Ấn phẩm này bao gồm những phần trình diễn và thu nháp các ca khúc từ Oh Mercy tới Modern Times, bên cạnh một vài sáng tác nhạc phim hợp tác cùng David Bromberg và Ralph Stanley. 2 CD đầu tiên chỉ có giá 18,99 USD, song toàn bộ ấn bản 3 CD cùng cuốn sách lại có giá tới 129,99 USD. Điều này dẫn tới việc nhiều người hâm mộ cùng các nhà phê bình lên tiếng không hài lòng về việc ý nghĩa của việc "xé lẻ ấn phẩm". Ấn phẩm này nhìn chung được đánh giá cao bởi giới chuyên môn. Sự đa dạng của những bản thu nháp và những ấn bản chưa từng được phát hành đã khiến một trong những đánh giá liên tưởng tới âm thanh từ những sản phẩm trước kia của Dylan "vẫn có cảm giác là một sản phẩm mới của Dylan, không chỉ là sự tươi mới đáng ngạc nhiên của các ấn bản chưa phát hành, mà còn nhờ chất lượng âm thanh tuyệt hảo và thứ cảm xúc có hệ thống từ tất cả mọi thứ ở đây."

#### Together Through LifevàChristmas in the Heart

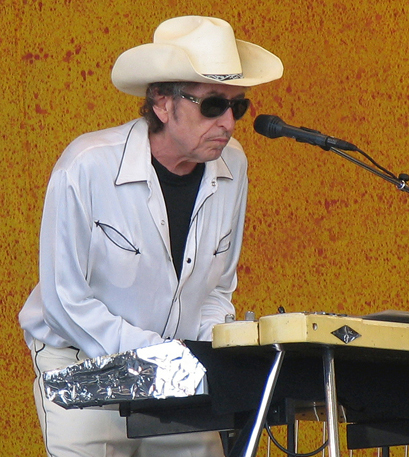
Dylan tại Liên hoan nhạc Jazz tại New Orleans, ngày 26 tháng 4 năm 2006

Dylan cho ra mắt album Together Through Life vào ngày 28 tháng 4 năm 2009. Trong buổi trò chuyện với nhà phê bình Bill Flanagan được đăng trên trang web chính thức của mình, Dylan có tâm sự về nguồn gốc thực hiện album là từ đạo diễn phim người Pháp Olivier Dahan khi ông đề nghị muốn có một sáng tác dành cho bộ phim hành trình của mình mang tên My Own Love Song. Vốn chỉ dự định thu âm một ca khúc duy nhất là "Life Is Hard", cuối cùng "bản thu cứ đi theo con đường của chính nó vậy". 9 trên tổng số 10 ca khúc của album được sáng tác hoặc đồng sáng tác bởi Bob Dylan và Robert Hunter.
Album nhận được rất nhiều lời phê bình tích cực, cho dù có vài đánh giá so sánh đây chỉ là một sản phẩm tiểu tiết trong sự nghiệp âm nhạc đồ sộ của Dylan. Andy Gill viết trên tờ The Independent rằng bản thu "thể hiện Dylan ở trạng thái thư giãn nhất, thứ cảm xúc tự phát, bao hàm những thói quen và cảm xúc như vừa chuyển rời đột ngột từ sóng phát thanh vậy. Có thể nó không có nhiều sáng tác mang tính thương hiệu, nhưng đây hẳn là một trong những album khiến bạn cảm thấy thoải mái nhất trong năm nay."
Ngay tuần đầu tiên phát hành, Together Through Life đã có được vị trí số 1 tại Billboard 200, biến Dylan (khi đó đã 67 tuổi) trở thành nghệ sĩ lớn tuổi nhất lần đầu tiên có được album quán quân tại bảng xếp hạng này. Album cũng có được vị trí số 1 tại UK Albums Chart, tròn 39 năm kể từ album cuối cùng của Dylan, New Morning (1970), có được vị trí này. Khoảng cách thời gian giữa 2 album quán quân này hiện vẫn là kỷ lục tại bảng xếp hạng trên.
Ngày 13 tháng 10 năm 2009, Dylan cho phát hành album Giáng sinh mang tên Christmas in the Heart, bao gồm nhiều ca khúc kinh điển như "Little Drummer Boy", "Winter Wonderland" và "Here Comes Santa Claus". Doanh thu của sản phẩm này được ông dành tặng cho các quỹ từ thiện, bao gồm Feeding America của Mỹ, Crisis của Anh và chương trình toàn cầu World Food Programme. Album nhìn chung nhận được nhiều đánh giá tích cực. Tờ The New Yorker bình luận rằng Dylan đã đem thứ nhạc rock sơ khai vào "thứ giọng ca giống quạ kêu của mình" và nhấn mạnh mục đích của Dylan lần này có khi mang tính hài hước: "Dylan từ lâu đã là một nhân vật nổi tiếng sùng đạo Kitô; nếu cho rằng không có một khoảnh khắc tuổi thơ nào qua những ca khúc như "Here Comes Santa Claus" và "Winter Wonderland" thì đó là một sự chối bỏ rõ ràng của gần nửa thế kỷ đầy châm biếm." Trên USA Today, Edna Gundersen nhấn mạnh rằng Dylan "đã mang không khí Giáng sinh qua các tác phẩm của Nat King Cole, Mel Tormé và Ray Conniff Singers. Gundersen kết thúc với ý kiến rằng Dylan "không thể tình cảm và chân thành hơn".
Trong bài đánh giá trên tờ The Big Issue, nhà báo Bill Flanagan hỏi vì sao Dylan lại trình bày những ca khúc trên theo phong cách khá trực diện, ông trả lời: "Có lẽ không còn cách nào khác để thể hiện chúng. Những ca khúc đó là một phần của cuộc đời tôi, như nhạc folk vậy. Vậy nên ta cứ hát chúng đơn giản như vậy thôi."

### Thập niên 2010

#### Tempest
Ngày 18 tháng 10 năm 2010, Dylan cho phát hành sản phẩm thứ 9 trong loạt bootleg của mình mang tên The Witmark Demos. Ấn phẩm này bao gồm 47 bản thu băng từ trong giai đoạn 1962-1964, lưu trữ bởi những nhà phân phối đầu tiên của ông là Leeds Music vào năm 1962 và Witmark Music từ năm 1962 tới 1964. Một đánh giá cho rằng đây là "một cú lướt nhẹ đầy cảm xúc trở về với chàng trai Bob Dylan trẻ tuổi giữa bề bộn công việc âm nhạc và cả thế giới, một điểm nhấn." Trang đánh giá tổng hợp Metacritic dành cho album điểm số 86 với lời tựa "thành công toàn cầu". Cũng trong tuần đó, Sony Legacy cho phát hành Bob Dylan: The Original Mono Recordings – hộp đĩa đầu tiên tuyển tập 8 album đầu tay của Dylan, từ Bob Dylan (1962) cho tới John Wesley Harding (1967), với định dạng mono gốc trong ấn bản CD. Những CD này làm theo tới từng tiểu tiết của phần bìa album gốc, kể cả những dòng phụ chú. Ấn phẩm được theo kèm với phần bình luận được viết bởi nhà phê bình Greil Marcus.
Ngày 12 tháng 4 năm 2011, Legacy Recordings cho phát hành Bob Dylan in Concert – Brandeis University 1963. Sản phẩm thu âm lại buổi diễn của Dylan tại trường Đại học Brandeis ngày 10 tháng 5 năm 1963, chỉ 2 tuần trước khi ông cho phát hành album The Freewheelin' Bob Dylan. Bản thu được tìm thấy trong lưu trữ bởi cây viết Ralph J. Gleason, sau đó từng được đưa vào trong một số ấn phẩm hạn chế của The Bootleg Series Vol. 9. Phần phụ chú được viết bởi nhà phê bình Michael Gray: "Phần trình diễn của Dylan, được thu khi Kennedy vẫn còn là Tổng thống và The Beatles còn chưa đặt chân tới nước Mỹ, thật sự chưa được người hâm mộ biết tới nhiều... Nó không phải là một sự kiện lớn với anh mà chỉ như một buổi trình diễn nhạc folk nào đó ở một câu lạc bộ bất kỳ cùng thời điểm đó... Đây có lẽ là buổi diễn bình thường cuối cùng của Dylan trước khi anh vụt sáng thành ngôi sao."
Sự nghiệp của Dylan được nghiên cứu tới mức hàn lâm khi nhân dịp kỷ niệm sinh nhật lần thứ 70 của ông vào ngày 24 tháng 5 năm 2011, 3 trường Đại học cùng lúc mở những Hội nghị chuyên đề về chủ đề này. Trường Đại học Mainz, Đại học Viên và Đại học Bristol cùng đưa lời mời tới những nhà phê bình và nghiên cứu lịch sử âm nhạc để cùng thảo luận về sự nghiệp của Dylan. Nhiều sự kiện khác, như các ban nhạc tri ân, tranh luận hay đơn giản là những buổi hòa ca trên khắp thế giới cũng được tờ The Guardian ghi nhận: "Từ Moscow cho tới Madrid, Na Uy tới Northampton, từ Malaysia cho tới quê nhà ông ở Minnesota, những người tự gọi mình là "Bobcats" đã cùng dành ngày hôm nay để chúc mừng sinh nhật lần thứ 70 của một trong những tượng đài của nền âm nhạc quần chúng."
Ngày 4 tháng 10 năm 2011, hãng Egyptian Records cho phát hành album tuyển tập những sáng tác chưa từng biết tới của Hank Williams mang tên The Lost Notebooks of Hank Williams. Dylan cũng đóng góp tài trợ cho dự án này, trong đó nhiều sáng tác dở dang của Williams khi ông qua đời vào năm 1963 được Dylan và nhiều nghệ sĩ khác chỉnh sửa và hoàn thiện, bao gồm Jakob Dylan, Levon Helm, Norah Jones, Jack White, v.v.

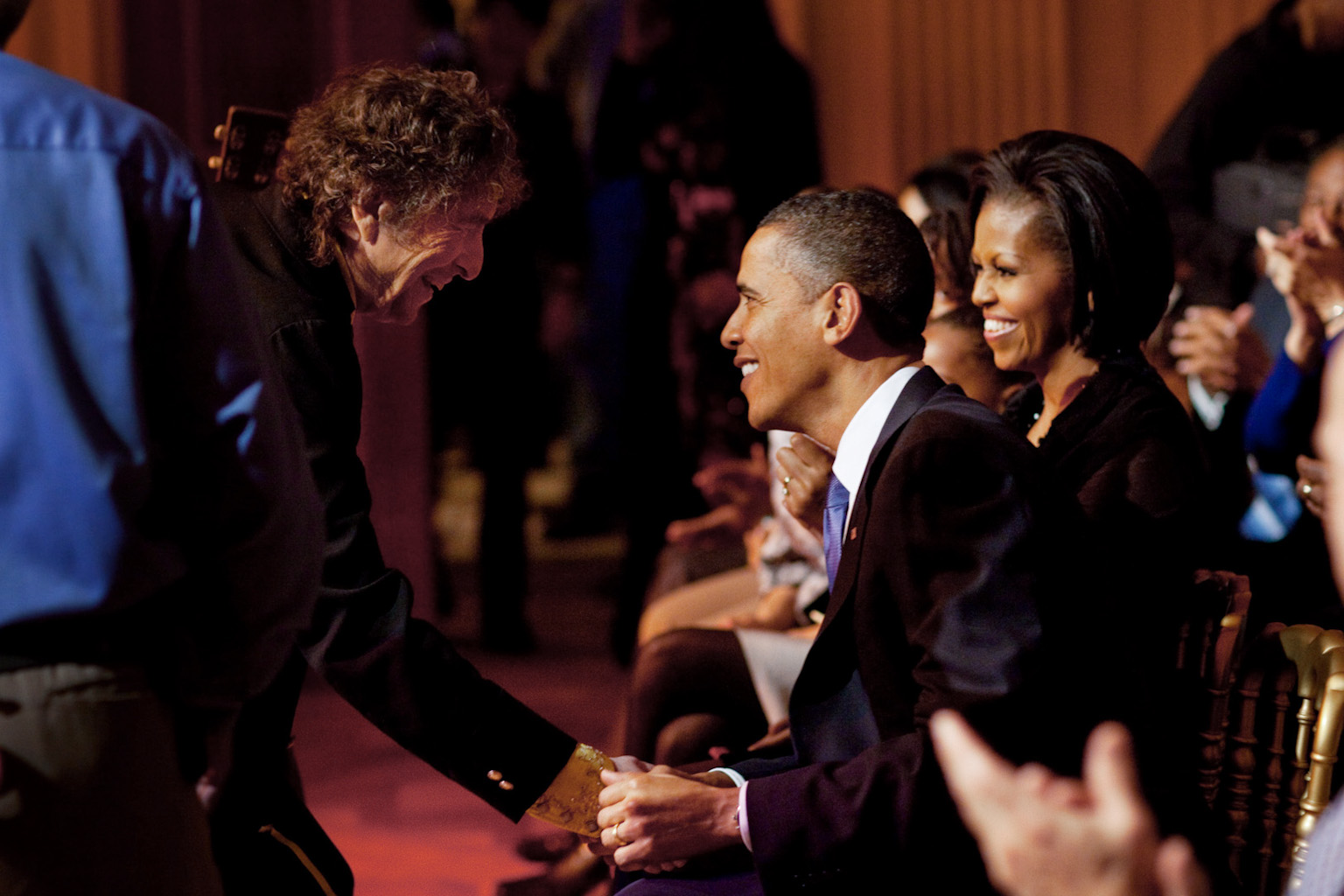
Dylan trò chuyện cùng gia đình Tổng thống Obama trong chương trình trình diễn vì nhân quyền tại Nhà Trắng, ngày 9 tháng 2 năm 2010

Ngày 29 tháng 5 năm 2011, Tổng thống Mỹ Barack Obama trao tặng Dylan Huân chương tự do tại buổi lễ trao giải tại Nhà Trắng. Tại đây, Obama tôn vinh giọng hát của Dylan với lời tựa "thứ sức mạnh duy nhất không chỉ định nghĩa lại âm nhạc mà còn cả những thông điệp nó mang theo và cả thứ cảm xúc nó đem tới cho mọi người".
Ngày 29 tháng 11 năm 2012, Dylan cho phát hành album phòng thu thứ 35 của mình, Tempest. Album bao gồm một sáng tác tưởng nhớ tới John Lennon mang tên "Roll On John" và một ca khúc khác dài 14 phút đề cập tới thảm họa Titanic. Nhận xét về Tempest trên tờ Rolling Stone, Will Hermes dành tặng album 5 sao tối đa với lời bình: "Về mặt ca từ, Dylan đã đạt tới đỉnh cao, châm biếm mọi nơi, từ ngữ bóng bẩy và phóng dụ mà tránh khỏi thứ ngôn ngữ hời hợt nhiều trích dẫn như các ca khúc nhạc folk khác, vốn bám theo phong cách nhạc rap rực lửa." Helmes gọi Tempest là "một trong những album kỳ lạ nhất [của Dylan]" và cho rằng "đây có lẽ là sản phẩm tối tăm nhất sự nghiệp của ông". Đánh giá tổng hợp trên trang Metacritic cho album 83/100 điểm với lời tựa "thành công toàn cầu".
Ngày 27 tháng 8 năm 2013, Columbia tiếp tục cho phát hành tuyển tập thứ 10 trong loạt bootleg mang tên Another Self Portrait (1969–1971), cùng lúc cho tải trực tuyến phần phim tài liệu về quá trình hoàn thiện dự án. Ấn phẩm bao gồm 35 bản thu chưa từng phát hành, trong đó có nhiều bản thu nháp của Dylan trong những buổi thu của 2 album Self Portrait và New Morning giai đoạn 1969–1971. Box set cũng bao gồm bản thu trực tiếp của Dylan và The Band trình diễn tại Liên hoan âm nhạc Đảo Wight năm 1969. Another Self Portrait nhận được nhiều đánh giá tích cực, có được điểm số 81/100 trên Metacritic với lời tựa "thành công toàn cầu". Cây bút Thom Jurek của Allmusic viết: "Với người hâm mộ, đây không chỉ là một sản phẩm quý hiếm, đây phải là một sự bổ sung không thể thiếu vào bộ sưu tập của họ."
Ngày 4 tháng 11 năm 2013, Columbia Records cho ra mắt hộp đĩa tuyển tập Bob Dylan: Complete Album Collection: Vol. One bao gồm toàn bộ 35 album phòng thu của Dylan, 6 album trực tiếp cùng một bộ sưu tập mang tên Sidetracks tuyển tập đĩa đơn, nhạc phim và những sản phẩm không chính thức khác. Ấn phẩm bao gồm những dòng phụ chú mới được viết bởi Clinton Heylin qua lời tựa bởi Bill Flanagan. Cùng ngày, hãng cũng cho phát hành tuyển tập The Very Best of Bob Dylan dưới định dạng CD cũng như CD-kép. Để quảng bá cho hộp đĩa này, video làm lại hoàn toàn mới của "Like a Rolling Stone" được đăng lên trang web chính thức của Dylan. Được đạo diễn bởi Vania Heymann, video cắt ghép cho phép chuyển 16 kênh truyền hình khác nhau với những nhân vật hát nhép theo phần lời của ca khúc này. Tháng 12 năm 2013, tạp chí Time bình chọn đây là video âm nhạc xuất sắc nhất của năm.
Ngày 10 tháng 2 năm 2014, Dylan xuất hiện trong chương trình quảng cáo dòng xe hơi Chrysler 200, trình chiếu tại trận chung kết bóng đá Mỹ Super Bowl XLVIII. Kết thúc phần quảng cáo, ông nói: "Hãy để nước Đức ủ bia cho bạn, để Thụy Sĩ sản xuất đồng hồ, để châu Á lắp ráp điện thoại cho bạn. Còn chúng tôi mang tới cho bạn những chiếc xe hơi." Đoạn quảng cáo này nhận được rất nhiều phản ứng trái ngược và cả những tranh luận đối lập về hàm ý bảo hộ mậu dịch trong lời nói của ông, trong khi bản thân ca sĩ đã "bán cháy hàng" để tối đa lợi nhuận. Rất nhiều ca khúc của Dylan, từ "North Country Blues" năm 1964 tới "Union Sundown" năm 1983, đã từng lên án việc tư bản hóa toàn cầu cũng như nhập khẩu sản phẩm giá rẻ đã hủy hoại thị trường việc làm tại Mỹ.
Ngày 13 tháng 5 năm 2014, Dylan tải lên trang web của mình ca khúc "Full Moon and Empty Arms" – một bản hát lại ca khúc nổi tiếng mà Frank Sinatra từng thu âm từ năm 1945. Đại diện của ông nói: "Ca khúc này sẽ được đưa vào album tiếp theo được ra mắt vào cuối năm". Ngày 9 tháng 12 năm 2014, Dylan công bố album mới mang tên Shadows in the Night được phát hành bởi Columbia Records vào ngày 3 tháng 2 năm 2015.
Trong khoảng năm 2013 và 2014, các nhà đấu giá bắt đầu định giá về những vật phẩm văn hóa của Dylan từ giữa những năm 1960, cho phép những nhà sưu tập có thể ngã giá để sở hữu chúng. Tháng 12 năm 2013, chiếc Fender Stratocaster mà Dylan chơi trong Liên hoan nhạc folk ở Newport năm 1965 được bán với giá 965.000 USD, trở thành chiếc guitar đắt nhất lịch sử. Tháng 6 năm 2014, bản viết tay phần lời ca khúc "Like a Rolling Stone" được trả giá 2 triệu USD – một kỷ lục đối với một sáng tác viết tay của nền âm nhạc quần chúng.
Ngày 4 tháng 11 năm 2014, Columbia Records/Legacy Recordings cho phát hành tuyển tập thứ 11 mang tên The Basement Tapes Complete gồm những bản thu của Dylan và The Band; tổng cộng 138 ca khúc được sắp xếp trong ấn phẩm 6 CD. Album năm 1975, The Basement Tapes, được bổ sung thêm một số bản thu mà ông cùng ban nhạc thu âm tại nhà riêng ở Woodstock, New York vào năm 1967. Phần lời phụ chú được viết bởi Sid Griffin – nhạc sĩ và tác giả cuốn Million Dollar Bash: Bob Dylan, The Band, and The Basement Tapes.
Ngày 28 tháng 10 năm 2014, Simon & Schuster ra mắt tuyển tập về ca từ của Dylan có tên Lyrics: Since 1962, với 960 trang và nặng tới hơn 6 Kg. Cuốn sách được biên tập bởi nhà phê bình Christopher Ricks, tổng hợp từ nhiều dị bản các ca khúc của Dylan, lấy nguồn từ các bản thu nháp hay trình diễn trực tiếp. Tuy nhiên, sản phẩm được phát hành hạn chế 50 cuốn, được Dylan ký tên và bày bán với giá 5.000 USD. Tổng biên tập Jonathan Karp của Simon & Schuster nói: "Đây là cuốn sách lớn nhất, đắt nhất mà chúng tôi từng phát hành, ít nhất là trong tầm hiểu biết của tôi."

#### Shadows in the Night,Fallen AngelsvàTriplicate
Vào tháng 2 năm 2015, Dylan phát hành Shadows in the Night, bao gồm 10 bài hát được viết từ năm 1923 đến năm 1963, được mô tả là một phần của Great American Songbook. Tất cả các bài hát trong album đều được thu âm bởi Frank Sinatra nhưng các nhà phê bình và chính bản thân Dylan đều cho rằng không nên coi đĩa nhạc này như là một bộ sưu tập các "bản cover Sinatra". Dylan giải thích: "Tôi không thấy mình sẽ cover những bài hát này theo bất kỳ cách nào. Chúng đã được cover đủ rồi. Thực tế nó đã bị chôn vùi. Những gì tôi và ban nhạc của tôi đang làm về cơ bản là khám phá ra chúng. Mang nó ra khỏi bóng tối và đưa nó ra ánh sáng ban ngày". Shadows In the Night nhận được những đánh giá tích cực, đạt 82 điểm trên trang phê bình tổng hợp Metacritic, cho thấy "sự hoan nghênh toàn cầu". Các nhà phê bình ca ngợi việc hạn chế phần hỗ trợ nhạc cụ và chất lượng giọng hát của Dylan. Album đứng ở vị trí quán quân trên UK Albums Chart trong tuần đầu tiên phát hành.
The Bootleg Series Vol. 12: The Cutting Edge 1965–1966, bao gồm các bài hát chưa được phát hành trước đó từ ba album mà Dylan đã thu âm từ tháng 1 năm 1965 đến tháng 3 năm 1966: Bringing It All Back Home, Highway 61 Revisited và Blonde on Blonde được phát hành vào tháng 11 năm 2015. Nó được phát hành dưới ba định dạng: 2-CD "Best Of", 6-CD "Deluxe edition" và 18-CD "Collector's Edition" với số lượng giới hạn 5.000 bản. Trên trang web của Dylan, "Collector's Edition" được mô tả là chứa "từng nốt nhạc được Bob Dylan ghi lại trong phòng thu những năm 1965/1966". Trang web phê bình tổng hợp Metacritic đã đánh giá số điểm 99 cho Cutting Edge, cho thấy "sự hoan nghênh toàn cầu". The Best of the Cutting Edge đứng ở vị trí số một trên bảng xếp hạng Billboard Top Rock Albums vào ngày 18 tháng 11, dựa trên doanh số tuần đầu tiên của nó.
Việc bán kho lưu trữ của Dylan với khoảng 6.000 vật phẩm kỷ vật cho Quỹ Gia đình George Kaiser và Đại học Tulsa đã được công bố vào ngày 2 tháng 3 năm 2016. Có thông tin cho rằng giá bán "ước tính từ 15 triệu đến 20 triệu đô la". Kho lưu trữ bao gồm sổ ghi chép, bản nháp lời bài hát, bản ghi âm và thư từ của Dylan. Kho lưu trữ sẽ được đưa đến Trung tâm Nghiên cứu Helmerich, một cơ sở của Bảo tàng Gilcrease.
Dylan phát hành Fallen Angels—được mô tả là "sự tiếp nối của việc 'khám phá' Great Songbook mà ông đã bắt đầu trong Shadows In the Night năm ngoái"—vào tháng 5. Album bao gồm 12 bài hát của các nhạc sĩ kinh điển như Harold Arlen, Sammy Cahn và Johnny Mercer, 11 trong số đó đã được thu âm bởi Sinatra. Jim Farber đã viết trên Entertainment Weekly: "Thật thú vị, [Dylan] mang đến những bài hát về tình yêu tan vỡ và được trân trọng không phải với niềm đam mê cháy bỏng mà bằng sự trải nghiệm khôn nguôi. Giờ đây chúng là những bài hát ký ức, được dồn nén với cảm xúc khó tả hiện tại. Được phát hành chỉ bốn ngày trước sinh nhật tuổi 75 của ông, chúng không thể phù hợp hơn với lứa tuổi này." Album nhận được số điểm 79 trên trang web tổng hợp Metacritic, biểu thị "các bài đánh giá nói chung là thuận lợi".
Một bộ sưu tập 36 đĩa CD, The 1966 Live Recordings, bao gồm những ca khúc về chuyến lưu diễn năm 1966 của Bob Dylan đã được phát hành vào tháng 11 năm 2016. Nó bắt đầu với buổi hòa nhạc ở White Plains New York vào ngày 5 tháng 2 năm 1966 và kết thúc với buổi hòa nhạc Royal Albert Hall ở London vào ngày 27 tháng 5. The New York Times đưa tin hầu hết các buổi hòa nhạc "chưa bao giờ được nghe dưới bất kỳ hình thức nào", và mô tả là "một sự bổ sung hoành tráng cho kho ngữ liệu".
Dylan phát hành một album gồm hơn 30 bài hát cổ điển của Mỹ, Triplicate, vào tháng 3 năm 2017. Album phòng thu thứ 38 của Dylan được thu âm tại Capitol Studios của Hollywood và có sự góp mặt của ban nhạc lưu diễn cùng ông. Dylan đã đăng tải một cuộc phỏng vấn dài trên trang web của mình để quảng bá album, và được hỏi liệu album này có phải là một sản phẩm về nỗi nhớ. "Hoài cổ? Không, tôi sẽ không nói thế. Đó không phải là chuyến đi ngược dòng ký ức hay khao khát những ngày cũ đẹp đẽ và những kỷ niệm khó phai về những gì không còn nữa. Một bài hát như "Sentimental Journey" không phải là một bài hát hoài niệm, nó không mô phỏng lại quá khứ, nó có thể nằm ở dưới lòng đất, nó ở đây và ngay bây giờ." Album đã được nhận số điểm 84 trên trang web tổng hợp Metacritic, biểu thị "sự hoan nghênh toàn cầu". Theo ý kiến của Uncut, các nhà phê bình ca ngợi sự nghiêm túc của Dylan trong việc khám phá Great American Songbook.
Ấn bản tiếp theo của Dylan Bootleg Series thuật lại thời kỳ Cơ Đốc nhân "Tái sinh" của Dylan từ năm 1979 đến năm 1981, được Rolling Stone mô tả là "khoảng thời gian dữ dội, gây tranh cãi dữ dội, nơi đã sản xuất ba album và một số buổi hòa nhạc thành công nhất trong sự nghiệp lâu dài của ông". Đánh giá về bộ hộp The Bootleg Series Vol. 13: Trouble No More 1979–1981, bao gồm 8 CD và 1 DVD, Jon Pareles đã viết trên tờ The New York Times: "Nhiều thập kỷ sau đó, những gì có được qua các ca khúc này trên tất cả là sự nhiệt thành không thể nhầm lẫn của Dylan, ý thức được về sứ mệnh của ông. Các album phòng thu có vẻ nhẹ nhàng, thậm chí chỉ là thử nghiệm, so với những gì các bài hát này đã trở thành một huyền thoại. Giọng hát của Dylan rõ ràng, mạnh mẽ và ngẫu hứng; hòa quyện với đám đông, ông dứt khoát, tận tâm, đôi khi có phần nổi loạn. Và ban nhạc đã rơi lệ vào trong âm nhạc." Trouble No More bao gồm một DVD của bộ phim do Jennifer Lebeau làm đạo diễn, bao gồm các cảnh quay trực tiếp về những buổi biểu diễn phúc âm của Dylan xen kẽ với các bài thuyết giảng của nam diễn viên Michael Shannon. Album box set đã nhận được điểm 84 trên trang web phê bình Metacritic, cho thấy "sự hoan nghênh toàn cầu".
Dylan đã đóng góp cho EP tổng hợp Universal Love, một tuyển tập các bài hát đám cưới được làm lại dành cho cộng đồng LGBT vào tháng 4 năm 2018. Album được tài trợ bởi MGM Resorts International và các bài hát này có mục đích như "thánh ca đám cưới cho các cặp đôi cùng giới". Dylan thu âm bài hát năm 1929 "She's Funny That Way", thay đổi đại từ giới tính thành "He's Funny That Way". Bài hát trước đây đã được thu âm bởi Billie Holiday và Frank Sinatra.
Cũng trong tháng 4 năm 2018, The New York Times thông báo rằng Dylan đang ra mắt Heaven's Door, một loạt ba loại rượu whisky: một loại lúa mạch đen, một loại rượu bourbon và một loại rượu whisky "thùng đôi". Dylan đã tham gia vào việc sản xuất và tiếp thị sản phẩm. The Times mô tả liên doanh này là "sự gia nhập của Dylan vào thị trường rượu mạnh mang thương hiệu người nổi tiếng đang bùng nổ, bước ngoặt mới nhất trong sự nghiệp của một nghệ sĩ đã trải qua 5 thập kỷ làm nhiễu loạn những kỳ vọng."
Vào ngày 2 tháng 11 năm 2018, Dylan phát hành More Blood, More Tracks dưới dạng Tập 14 trong Series Bootleg. Bộ này bao gồm tất cả các bài hát của Dylan nằm trong album năm 1975 Blood On the Tracks, và được phát hành dưới dạng một đĩa đơn CD duy nhất và một Deluxe Edition gồm sáu CD. Album box set đã nhận được điểm 93 trên trang web phê bình Metacritic.
Netflix phát hành bộ phim Rolling Thunder Revue: A Bob Dylan Story by Martin Scorsese vào ngày 12 tháng 6 năm 2019, được mô tả là "Một phần phim tài liệu, một phần phim hòa nhạc, một phần giấc mơ gây sốt". Phim nhận được điểm 88 trên trang web phê bình Metacritic, cho thấy "sự hoan nghênh toàn cầu". Bộ phim gây tranh cãi vì cố tình trộn lẫn các cảnh phim tài liệu được quay trong Rolling Thunder Revue vào mùa thu năm 1975 với các nhân vật hư cấu và những câu chuyện bịa đặt.
Cùng với việc phát hành phim, một bộ hộp gồm 14 đĩa CD, The Rolling Thunder Revue: The 1975 Live Recordings, được phát hành bởi Columbia Records. Bộ này bao gồm tất cả năm buổi biểu diễn đầy đủ của Dylan từ chuyến lưu diễn và các đoạn băng được phát hiện gần đây từ các buổi diễn tập trong chuyến lưu diễn của Dylan. Nó nhận được điểm 89 trên trang web phê bình Metacritic.
Phần tiếp theo của Bootleg Series, Bob Dylan (featuring Johnny Cash) – Travelin' Thru, 1967 – 1969: The Bootleg Series Vol. 15, được phát hành vào ngày 1 tháng 11. Bộ 3 CD bao gồm những bài hát từ các album của Dylan John Wesley Harding và Nashville Skyline, và các bài hát mà Dylan đã thu âm cùng với Johnny Cash ở Nashville năm 1969 và với Earl Scruggs năm 1970. Travelin' Thru nhận được điểm 88 trên trang web phê bình Metacritic.

### Thập niên 2020

#### Rough and Rowdy Ways
Vào ngày 26 tháng 3 năm 2020, Dylan phát hành một ca khúc dài mười bảy phút "Murder Most Foul" trên kênh YouTube của mình, xoay quanh vụ ám sát Tổng thống Kennedy. Dylan đã đăng một tuyên bố: "Đây là một bài hát chưa được phát hành mà chúng tôi đã thu âm trong thời gian mà bạn có thể thấy thú vị. Hãy an toàn, luôn quan sát và cầu Chúa sẽ ở bên bạn." Billboard đưa tin vào ngày 8 tháng 4 rằng "Murder Most Foul" đã đứng đầu Billboard Rock Digital Song Sales Chart. Đây là lần đầu tiên Dylan đạt vị trí số một trên bảng xếp hạng nhạc pop dưới tên của chính mình. Ba tuần sau, vào ngày 17 tháng 4 năm 2020, Dylan phát hành một bài hát mới khác, "I Contain Multitudes". Tên tiêu đề là một đoạn trích từ Phần 51 bài thơ "Song of Myself" của Walt Whitman. Vào ngày 7 tháng 5, Dylan phát hành đĩa đơn thứ ba, "False Prophet", kèm theo thông tin "Murder Most Foul", "I Contain Multitudes" và "False Prophet" đều sẽ xuất hiện trong album sắp tới.
Rough and Rowdy Ways, album phòng thu thứ 39 của Dylan và là album đầu tiên của ông kể từ năm 2012, được phát hành vào ngày 19 tháng 6 với nhiều đánh giá tích cực. Alexis Petridis đã viết trên tờ The Guardian, "Đối với tất cả sự ảm đạm của nó, Rough and Rowdy Ways có thể là album xuất sắc nhất của Bob Dylan trong nhiều năm: những người rảnh rỗi có thể dành hàng tháng trời để làm sáng tỏ lời bài hát, nhưng bạn không cần bằng Tiến sĩ về Động lực học để đánh giá cao chất lượng và sức hút kỳ lạ của nó." Nhà phê bình Rob Sheffield của Rolling Stone đã viết: "Trong khi thế giới không ngừng ca ngợi ông như một tổ chức, hãy đè ông xuống, đưa ông vào danh sách giải Nobel, chôn giấu quá khứ của ông, thì kẻ trôi dạt này luôn tiếp tục trốn thoát. Trong Rough and Rowdy Ways, Dylan đang khám phá những điều mà chưa ai có thể đạt được trước đó — nhưng ông vẫn tiếp tục thúc đẩy tương lai." Metacritic đã chấm cho album này số điểm là 95, cho thấy "sự hoan nghênh toàn cầu". Trong tuần đầu tiên phát hành, Rough and Rowdy Ways đã đạt vị trí số một trên bảng xếp hạng album của Vương quốc Anh, đưa Dylan trở thành "nghệ sĩ lớn tuổi nhất giành vị trí số 1 trong các bài hát mới".
Để quảng bá cho album, Dylan đã có một cuộc phỏng vấn hiếm hoi với nhà sử học Douglas Brinkley, được đăng trên The New York Times vào ngày 12 tháng 6. Dylan bình luận về cái chết của George Floyd: "Nó còn xấu xa hơn nữa. Hãy hy vọng rằng công lý sẽ nhanh chóng đến gia đình Floyd và cho quốc gia." Ông cũng nói về đại dịch COVID-19, "Có lẽ chúng ta đang ở trước thềm diệt vong. Có rất nhiều cách bạn có thể nghĩ về loại virus này. Tôi nghĩ bạn chỉ cần để nó chạy theo hướng của nó."
Vào tháng 12 năm 2020, có thông báo rằng Dylan đã bán toàn bộ danh mục bài hát của mình cho Universal Music Publishing Group. Thỏa thuận của Dylan bao gồm 100% quyền lợi của ông đối với tất cả các bài hát nằm trong danh mục, bao gồm cả thu nhập mà ông nhận được với tư cách một nhạc sĩ và quyền làm chủ của ông đối với bản quyền mỗi bài hát. Để đổi lấy khoản thanh toán cho Dylan, Universal, một phần của tập đoàn truyền thông Pháp Vivendi, sẽ lấy tất cả nguồn thu nhập trong tương lai từ các bài hát.
Lucian Grainge, Chủ tịch kiêm Giám đốc điều hành của Universal Music Group, cho biết trong một thông cáo báo chí: "Thỏa thuận này là thỏa thuận xuất bản âm nhạc quan trọng nhất trong thế kỷ này và là một trong những thỏa thuận quan trọng nhất mọi thời đại." The New York Times cho biết Universal đã mua bản quyền hơn 600 bài hát và giá trị "ước tính hơn 300 triệu USD", mặc dù các báo cáo khác cho rằng con số này là gần 400 triệu đô la.
Vào ngày 26 tháng 2 năm 2021, Columbia Records phát hành 1970, một bộ ba CD gồm các ca khúc từ những buổi thu âm Self Portrait và New Morning, bao gồm toàn bộ buổi thu âm của Dylan với George Harrison vào ngày 1 tháng 5 năm 1970.
Sinh nhật lần thứ 80 của Dylan vào tháng 5 năm 2021 được kỷ niệm bởi một hội nghị ảo, Dylan@80, được tổ chức bởi Viện nghiên cứu Bob Dylan của Đại học Tulsa. Chương trình gồm mười bảy phiên họp diễn ra trong ba ngày do hơn năm mươi học giả, nhà báo và nhạc sĩ, đóng góp từ khắp nơi trên thế giới thông qua kết nối internet. Một số tiểu sử và nghiên cứu mới về Dylan đã được xuất bản khi các nhà báo và nhà phê bình đánh giá quy mô thành tựu của Dylan trong sự nghiệp kéo dài 60 năm.

## Never Ending Tour

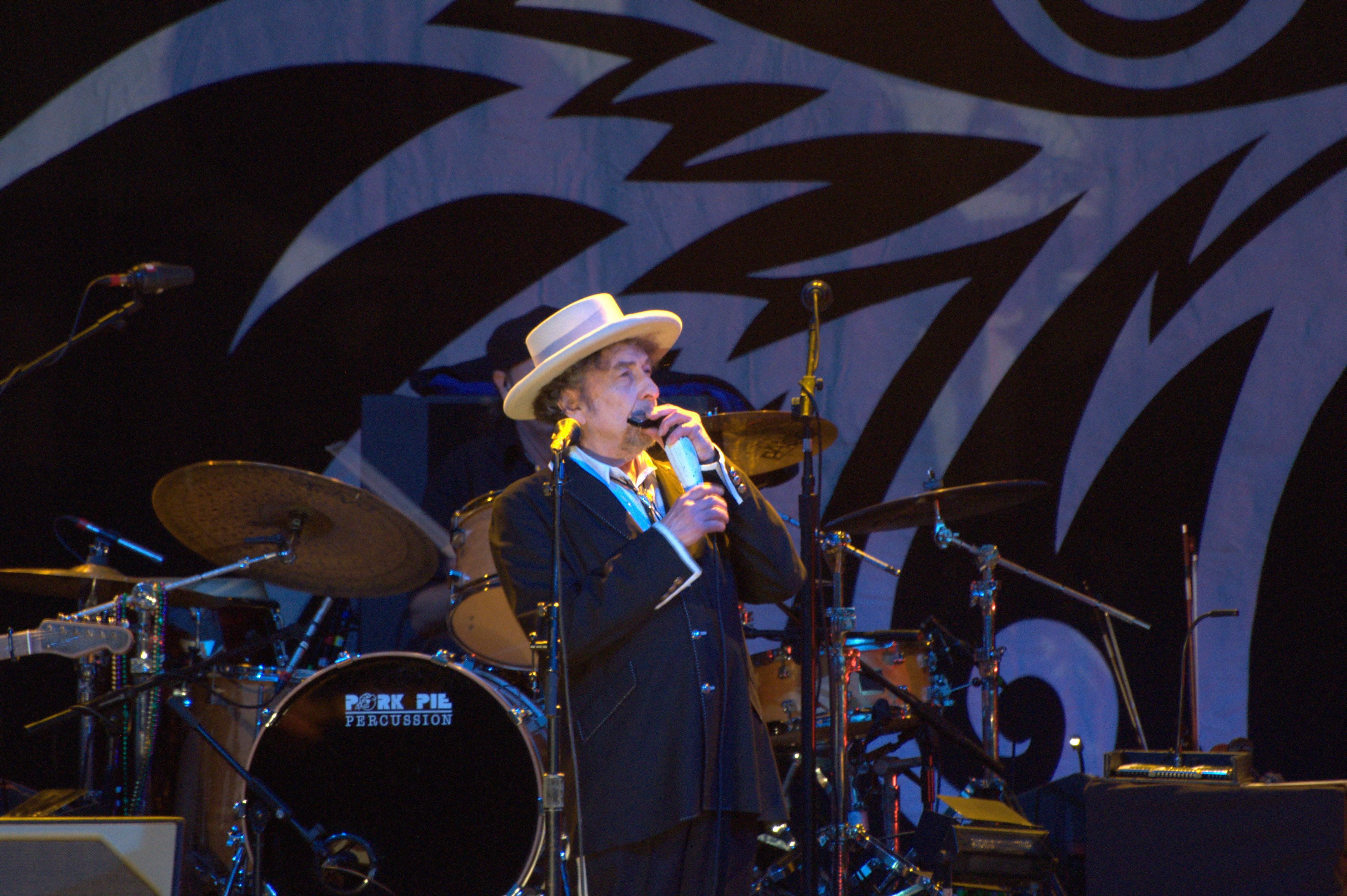
Dylan trình diễn tại Finsbury Park, Luân Đôn năm 2011

Chuyến lưu diễn Never Ending Tour bắt đầu từ ngày 7 tháng 6 năm 1988, và kể từ đó Dylan đã trình diễn khoảng 100 buổi diễn mỗi năm suốt thập niên 1990 và 2000 – nhiều hơn hẳn năng suất đi lưu diễn của ông trong thập niên 1960. Tính tới tháng 5 năm 2013, Dylan cùng ban nhạc đã chơi hơn 2.500 buổi diễn, theo lời khẳng định của cây bass Tony Garnier, nghệ sĩ đa nhạc cụ Donnie Herron và tay guitar Charlie Sexton. Theo phản ánh từ khán giả, phần trình diễn của Dylan là vô cùng khó lường khi ông thay đổi hòa âm cũng như giọng hát qua mỗi tối. Đánh giá về chuyến lưu diễn của Dylan là khá đa dạng. Một số nhà phê bình như Richard Williams và Andy Gill cho rằng Dylan đã thành công khi thể hiện được hết những chất liệu phong phú mà mình có. Số khác chê bai rằng những buổi diễn trên đã sửa sang và bóp méo "những phần ca từ hay nhất tới mức chúng không thể được nhận ra nữa", và có được ít sự ủng hộ từ người nghe vì "thật khó hình dung ông ấy đang làm gì trên sân khấu".
Buổi diễn năm 2011 của Dylan tại Trung Quốc gây ra nhiều tranh cãi. Nhiều người phê bình việc ông không đề cập một chút nào về tình hình chính trị tại đây, và từ đó, cho phép giới kiểm duyệt của nước này xóa bớt đi phần nội dung. Số khác thì bảo vệ phần trình diễn của Dylan, cho rằng những chỉ trích chỉ đơn thuần chưa nắm bắt được nghệ thuật của Dylan, và thực tế cũng không có bằng chứng cho việc có tồn tại việc cắt xén nội dung. Để trả lời tất cả những ý kiến quy kết, Dylan có cho đăng trên trang web cá nhân: "Cùng lúc khi việc kiểm định xuất hiện, chính phủ Trung Quốc có hỏi tôi tên những ca khúc mà tôi định trình diễn. Rõ ràng là không có một lý do nào để tôi phải trả lời những câu hỏi đó, vậy nên họ mang chúng đi kiểm duyệt trước hẳn 3 tháng. Nếu như có ca khúc, đoạn điệp khúc hay câu hát nào bị xóa đi thì tôi đã phải nghe ai đó nhắc tới việc này, và cuối cùng chúng tôi đã chơi tất cả những ca khúc mà chúng tôi muốn."
Tháng 3-4 năm 2014, Dylan trình diễn tại Nhật Bản và Hawaii. Trong tháng 6-7, ông đi lưu diễn vòng quanh châu Âu, bắt đầu từ Ireland và kết thúc tại Phần Lan. Dylan cũng đi lưu diễn rải rác tại Úc và New Zealand từ ngày 4 tháng 8 năm 2014 và kết thúc chuyến lưu diễn tại Christchurch vào ngày 10 tháng 9. Sau đó, ông bắt đầu chuyến lưu diễn vòng quanh nước Mỹ vào ngày 17 tháng 10 và kết thúc tại New York ngày 3 tháng 12.

## Sáng tác nghệ thuật khác
Hơn 10 năm kể từ khi hãng Random House cho phát hành Drawn Blank (1994), một cuốn sách khác tuyển tập tranh vẽ của Dylan mang tên The Drawn Blank Series mới được ra mắt tại Kunstsammlungen ở Chemnitz, Đức năm 2007. Đây cũng là triển lãm đầu tiên giới thiệu tới công chúng 200 tác phẩm của Dylan được thể hiện bằng màu nước và màu bột theo nguyên gốc. Buổi trưng bày cũng được đi kèm với việc phát hành cuốn sách Bob Dylan: The Drawn Blank Series, tái hiện lại hơn 170 tác phẩm triển lãm. Trong khoảng thời gian từ tháng 9 năm 2010 tới tháng 4 năm 2011, Bảo tàng Quốc gia Đan Mạch cũng cho trưng bày 40 bức tranh khổ lớn của Dylan trong một hoạt động mang tên The Brazil Series.
Tháng 7 năm 2011, phòng tranh Gagosian Gallery tuyên bố giới thiệu những tranh vẽ của Dylan. Chương trình mang tên The Asia Series được mở cửa vào ngày 20 tháng 9, trưng bày những tác phẩm của Dylan vẽ về đất nước Trung Quốc và vùng Cực Đông. Tờ The New York Times viết "một vài người hâm mộ và nhà-nghiên-cứu-Dylan đã đặt câu hỏi rằng những bức họa trên được dựa trên kinh nghiệm thực tế hay quan sát của cá nhân ông, hay chỉ đơn thuần là phóng tác lại những thứ đã được biết tới song chưa từng được Dylan đề cập." Tạp chí The Times cũng lưu ý tới những điểm tương đồng giữa những tác phẩm của Dylan với những bức ảnh xa xưa của Nhật Bản và Trung Quốc, ngoài ra là với những bức ảnh chụp bởi Dmitri Kessel và Henri Cartier-Bresson. Tổ chức Magnum Photos trái lại thì khẳng định rằng Dylan đã đăng ký bản quyền hợp pháp tất cả những bức tranh của mình.
Buổi trưng bày thứ hai của Dylan tại Gagosian Gallery mang tên Revisionist Art, diễn ra vào tháng 11 năm 2012. Buổi triển lãm bao gồm 30 bức tranh, biếm họa hoặc mô phỏng những phần bìa từ những tạp chí nổi tiếng, trong đó có cả Playboy và Babytalk. Tới tháng 2 năm 2013, ông cũng cho ra mắt buổi trưng bày tranh mang tên New Orleans Series ở Palazzo Reale, Milan. Tháng 8 năm 2013, bảo tàng National Portrait Gallery ở Luân Đôn giới thiệu lần đầu tiên các tác phẩm của Dylan tới công chúng Anh qua sự kiện Face Value với 12 bức chân dung vẽ bằng màu phấn.
Tháng 11 năm 2013, phòng tranh Halcyon Gallery ở Luân Đôn cho ra mắt 7 cánh cửa bằng thép được Dylan chế tác. Buổi triển lãm có tên Mood Swings. Trong buổi ra mắt triển lãm, Dylan nói: "Tôi luôn bị ám ảnh bởi thép suốt cuộc đời kể từ khi tôi còn là một đứa nhóc. Tôi được sinh ra và lớn lên ở một đất nước khai khoáng, nơi mà bạn có thể hít thở và ngửi thấy chúng mỗi ngày. Những cánh cửa tới với tôi vì chúng thể hiện mặt tối của khoảng không gian mà chúng tạo ra. Chúng có thể được đóng lại, nhưng cũng cùng lúc chúng mang tới và mang đi mùa vụ và cả những cơn gió lớn. Chúng có thể giữ bạn lại hoặc cản trở bạn. Và theo nhiều cách, chúng thậm chí còn không có chút khác biệt nào."
Kể từ năm 1994, Dylan đã cho phát hành tổng cộng 6 cuốn sách về tranh vẽ và phác thảo.

## Danh sách đĩa nhạc
- Bob Dylan (1962)
- The Freewheelin' Bob Dylan (1963)
- The Times They Are a-Changin' (1964)
- Another Side of Bob Dylan (1964)
- Bringing It All Back Home (1965)
- Highway 61 Revisited (1965)
- Blonde on Blonde (1966)
- John Wesley Harding (1967)
- Nashville Skyline (1969)
- Self Portrait (1970)
- New Morning (1970)
- Pat Garrett & Billy the Kid (1973)
- Dylan (1973)
- Planet Waves (1974)
- Blood on the Tracks (1975)
- The Basement Tapes (1975)
- Desire (1976)
- Street Legal (1978)
- Slow Train Coming (1979)
- Saved (1980)
- Shot of Love (1981)
- Infidels (1983)
- Empire Burlesque (1985)
- Knocked Out Loaded (1986)
- Down in the Groove (1988)
- Oh Mercy (1989)
- Under the Red Sky (1990)
- Good as I Been to You (1992)
- World Gone Wrong (1993)
- Time Out of Mind (1997)
- Love and Theft (2001)
- Modern Times (2006)
- Together Through Life (2009)
- Christmas in the Heart (2009)
- Tempest (2012)
- Shadows in the Night (2015)
- Fallen Angels (2016)
- Triplicate (2017)
- Rough and Rowdy Ways (2020)[403]
- Shadow Kingdom (2023)

## Giải thưởng

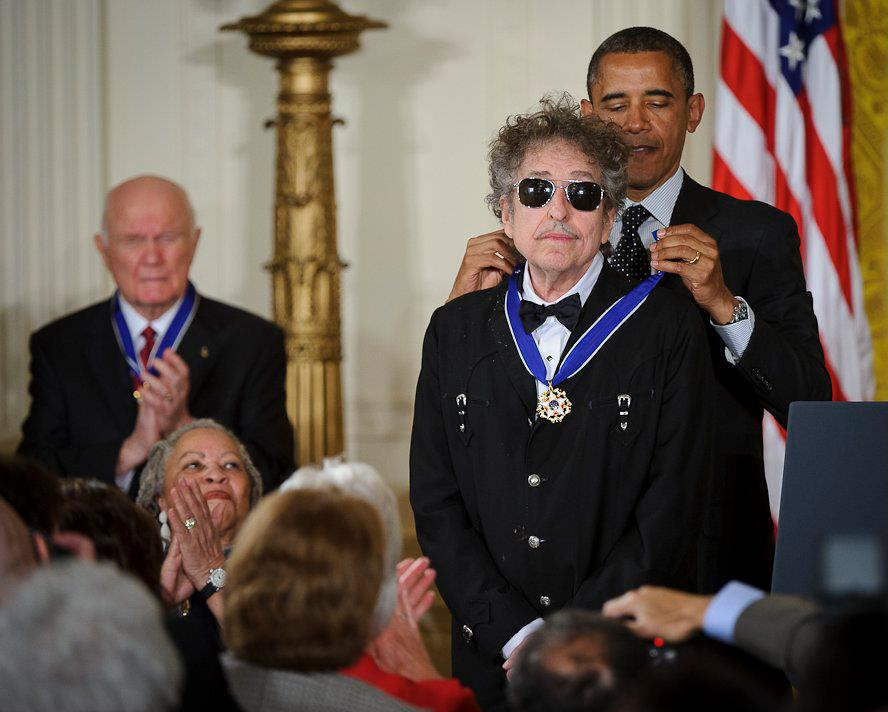
Dylan nhận Huân chương tự do từ Tổng thống Mỹ Obama ngày 29 tháng 5 năm 2012

Dylan giành được vô số giải thưởng xuyên suốt sự nghiệp của mình, bao gồm 10 giải Grammy, 1 giải Oscar và 1 giải Quả cầu vàng. Ông cũng được xướng tên tại Đại sảnh Danh vọng Rock and Roll, Đại sảnh Danh vọng Nhạc sĩ Nashville và Đại sảnh Danh vọng Nhạc sĩ. Tháng 5 năm 2000, Dylan được trao giải thưởng Polar Music. Ông cũng được nhận Huân chương tự do từ Tổng thống Mỹ Barack Obama vào tháng 5 năm 2012. Tháng 2 năm 2015, Dylan được trao tặng giải thưởng Nhân vật của năm của MusiCares từ Viện thu âm nghệ thuật và khoa học quốc gia nhờ những cống hiến nghệ thuật và nhân đạo của ông cho xã hội.
Năm 2016, ông nhận giải Nobel Văn học vì "đã tạo ra những sự diễn đạt thi vị theo cách mới trong truyền thống ca khúc tuyệt vời của Mỹ".

## Sách
Dylan từng cho công bố cuốn Tarantula bao gồm nhiều thơ văn xuôi, và cuốn Chronicles: Volume One là phần đầu tiên trong hồi ký của mình. Ngoài ra, ông còn cho phát hành rất nhiều sách liên quan tới ca từ trong các sáng tác của mình và 6 cuốn sách khác về nghệ thuật. Mặt khác, ông cũng là chủ đề cho nhiều bài nghiên cứu cũng như các cuốn tiểu sử lớn nhỏ khác.
- Tarantula (1971), tập thơ, văn xuôi
- Writings and Drawings by Bob Dylan (Ghi và vẽ, 1973), tập lời nhạc, tranh
- Lyrics: 1962–1985 (Lời bài hát 1962 - 2001, 1985), lời nhạc
- Drawn Blank (1994), sách nghệ thuật
- Chronicles: Volume One (Biên niên: Tập mới, 2004), tự truyện
- Lyrics: 1962–2001 (Lời bài hát 1962 - 2001, 2004), lời nhạc
- The Drawn Blank Series (2008), sách nghệ thuật
- The Brazil Series (2010), sách nghệ thuật
- The Asia Series (2011), sách nghệ thuật
- Revisionist Art: Thirty Works by Bob Dylan (2013), sách nghệ thuật
- The Lyrics: Since 1962 (Lời bài hát từ năm 1962, 2014), lời nhạc
- Bob Dylan: Face Value (2014), sách nghệ thuật
- The Beaten Path (2016), sách nghệ thuật
- The Nobel Lecture (Diễn từ Nobel, 2017)
- Mondo Scripto (2018), sách nghệ thuật

## Đời sống cá nhân

### Gia đình
Dylan kết hôn với Sara Lownds ngày 22 tháng 11 năm 1965. Con trai đầu lòng của họ, Jesse Byron Dylan, ra đời ngày 6 tháng 1 năm 1966. Họ còn có ba người con nữa là Anna Lee (sinh ngày 11 tháng 7 năm 1967), Samuel Isaac Abraham (sinh ngày 30 tháng 7 năm 1968) và Jakob Luke (sinh ngày 9 tháng 12 năm 1969). Dylan cũng nhận nuôi người con gái ngoài giá thú trước đó của Sara là Maria Lownds (sau đổi tên thành Dylan, sinh ngày 21 tháng 10 năm 1961). Bob và Sara ly hôn ngày 29 tháng 6 năm 1977. Maria sau này kết hôn với nhạc sĩ Peter Himmelman vào năm 1988. Trong những năm 1990, Jakob Luke được biết tới nhiều trong vai trò hát chính của nhóm The Wallflowers. Jesse là nhà đạo diễn phim và doanh nhân thành công.
Dylan kết hôn với ca sĩ Carolyn Dennis ngày 4 tháng 6 năm 1986, cho dù con gái chung của họ, Gabrielle Dennis-Dylan, ra đời ngày 31 tháng 1 cùng năm. Tuy nhiên họ ly dị vào tháng 10 năm 1992. Cuộc hôn nhân cũng như sự ra đời của con gái họ được giữ hoàn toàn bí mật cho tới khi tác giả Howard Sounes cho phát hành cuốn sách Down the Highway: The Life Of Bob Dylan vào năm 2002.
Kể từ năm 2009, Dylan sống tại Mũi Dume ở Malibu, California mỗi khi không phải đi lưu diễn.

### Quan điểm tôn giáo

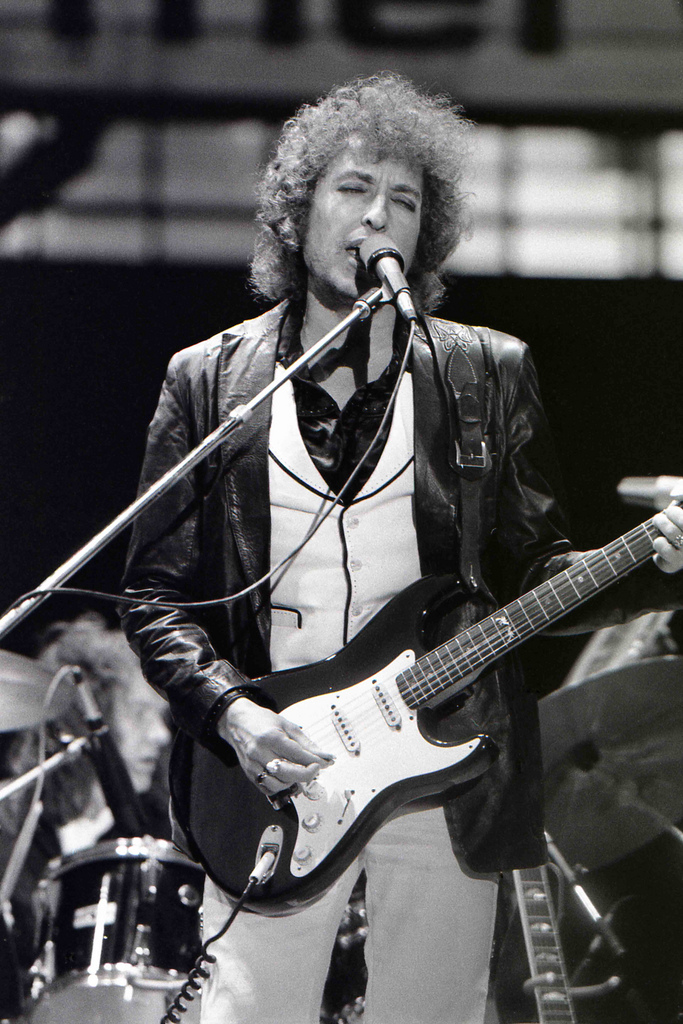
Dylan trình diễn tại Rotterdam, Hà Lan năm 1978

Sinh trưởng ở Hibbing, Minnesota, Dylan cùng gia đình sống trong một cộng đồng Do Thái tương đối khép kín. Tháng 5 năm 1954, Dylan trở thành một Bar Mitzvah. Trong lần sinh nhật lần thứ 30 của mình vào năm 1971, Dylan tới Israel và được gặp gỡ rabbi Meir Kahane – người sáng lập nên Hội bảo vệ quyền lợi người Do Thái Jewish Defense League ở New York. Tạp chí Time lấy lời của anh để viết về Kahane: "Ông ấy là một người vô cùng nghiêm túc. Ông ấy luôn hòa hợp tất cả với nhau." Tuy nhiên, sau đó Dylan lại không liên lạc thường xuyên với Kahane nữa.
Cuối thập niên 1970 đầu thập niên 1980, Dylan cải đạo sang Kitô giáo. Từ tháng 1 tới tháng 4 năm 1979, anh nghiên cứu Kinh thánh tại Trường dòng Vineyard ở Reseda, California. Mục sư Kenn Gulliksen nhớ lại: "Larry Myers và Paul Emond tới nhà của Bob và hướng dẫn cậu ấy. Cậu ấy trả lời "Tôi muốn Chúa tới với cuộc đời mình". Cậu ấy đã cầu nguyện cả ngày và kể từ ngày đó, cậu ấy đã tìm được Đấng Tối cao."
Năm 1984, Dylan tự tách mình ra khỏi khái niệm "tái sinh". Anh trả lời Kurt Loder trên tạp chí Rolling Stone: "Tôi chưa bao giờ nói mình là một tín đồ tái sinh. Đó là khái niệm từ giới truyền thông. Tôi nghĩ tôi chưa bao giờ là một kẻ bất khả tri. Tôi luôn tin là sức mạnh siêu nhiên tồn tại, đó không phải là một thế giới có thật, song đó là thế giới mà ta cần hướng tới." Khi được Loder hỏi rằng liệu anh có thuộc một nhà thờ hay giáo đường Do Thái nào không, Dylan cười lớn: "Cũng không hẳn. Có lẽ là Nhà thờ của Tâm hồn đen tối."
Năm 1997, anh nói với David Gates của tờ Newsweek:
"Đây là điều giữa tôi và tôn giáo. Có là một sự thật trần trụi: tôi tìm thấy tính tôn giáo và triết học qua âm nhạc. Tôi không tìm thấy chúng ở bất kể đâu khác. Những ca khúc như "Let Me Rest on a Peaceful Mountain" hay "I Saw the Light" chính là tôn giáo của tôi. Tôi không đồng tình với những rabbi, những kẻ truyền giáo, người truyền đạo, hay tất cả bọn họ. Tôi học được nhiều điều từ những ca khúc hơn bất kể thứ gì kiểu như trên. Âm nhạc là cuốn cẩm nang của tôi. Tôi chỉ có niềm tin vào những ca khúc."
Trong bài phỏng vấn trên tờ The New York Times số ngày 29 tháng 9 năm 1997, phóng viên Jon Pareles có ghi lại rằng "Dylan nói anh ta chỉ thuộc về những tổ chức phi tôn giáo."
Dylan cũng ủng hộ hoạt động của Chabad từ 20 năm trở lại đây, và ông vẫn thỉnh thoảng bí mật tham gia một số hoạt động của cộng đồng người Do Thái, như lễ Bar Mitzvah của con trai ông, hay tham gia Hadar Hatorah – một yeshiva của Chabad Lubavitch. Từ tháng 9 năm 1989 tới tháng 9 năm 1991, người ta thấy Dylan có mặt tại một số telethon của Chabad. Ông cũng xuất hiện tại một số giáo đường Do thái; trong ngày Yom Kippur năm 2007, Dylan tham gia vào Giáo đoàn Beth Tefillah ở Atlanta, Georgia mà ông được nhận theo thứ tự aliyah thứ sáu của Torah.
Dylan vẫn thường xuyên trình diễn những ca khúc Phúc âm trong những buổi diễn của mình, đôi lúc đi cùng một số ca khúc tôn giáo truyền thống. Ông cũng đề cập tới những trải nghiệm về đức tin của mình, ví dụ trong bài phỏng vấn trên tờ 60 Minutes, ông nói với Ed Bradley "kẻ duy nhất mà bạn phải lựa chọn để nói dối là chính bản thân mình hoặc Chúa". Dylan cũng cho giải thích việc sắp lịch diễn cố định từ nhiều năm của mình theo "Đấng tối cao – của Trái Đất và của thế giới mà ta không thể nhìn thấy".
Năm 2009, trong bài phỏng vấn quảng bá album Giáng sinh của Dylan, Christmas in the Heart, Bill Flanagan bình luận "phần trình diễn hoành tráng" cho ca khúc "O Little Town of Bethlehem" mà ông đánh giá "mang tới ca khúc của con chiên ngoan đạo". Dylan đáp lại: "Phải, tôi là một con chiên ngoan đạo".

## Tôn vinh

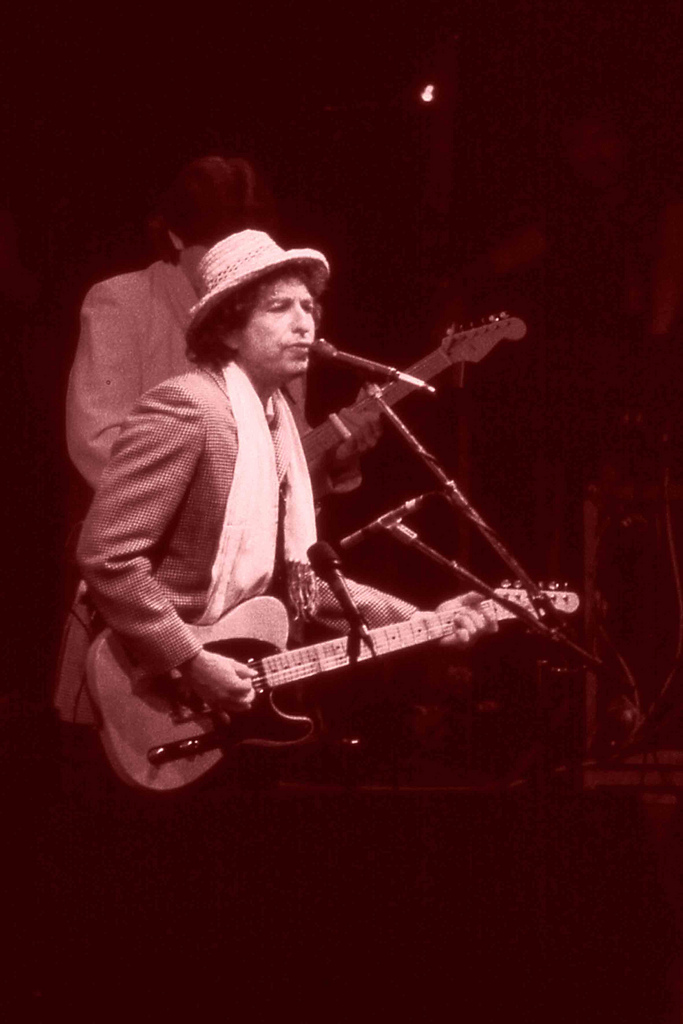
Dylan trên sân khấu tại Rotterdam, Hà Lan tháng 6 năm 1984

Dylan được coi là một trong những nhân vật có ảnh hưởng nhất thế kỷ 20, trong cả lĩnh vực âm nhạc lẫn văn hóa. Ông được xướng tên trong danh sách "Các nhân vật quan trọng nhất của thế kỷ 20" của tạp chí Time với lời tựa "nhà thơ bậc thầy, nhà phê bình xã hội chua cay và linh hồn thủ lĩnh gan dạ của thế hệ phản văn hóa". Năm 2008, ông được nhận Giải Pulitzer cùng lời dẫn "ảnh hưởng sâu sắc tới âm nhạc quần chúng và văn hóa Mỹ, ghi dấu bởi cách sắp xếp ca từ đầy sức mạnh thi ca". Tổng thống Barack Obama nói về Dylan trong lễ trao giải thưởng cho ông năm 2012 "Không có một tượng đài nào vĩ đại hơn trong lịch sử âm nhạc Mỹ." Trong danh sách "100 ca sĩ vĩ đại nhất" của mình, tạp chí Rolling Stone xếp ông ở vị trí số 7 vào năm 2008. Tiếp đó, tạp chí trên xếp ông ở vị trí số 2 trong danh sách "100 nghệ sĩ vĩ đại nhất", chỉ sau ban nhạc The Beatles, trong khi ca khúc "Like a Rolling Stone" có được vị trí số một trong danh sách "500 bài hát vĩ đại nhất". Tính tới năm 2008, ước tính Dylan bán được hơn 120 triệu album trên toàn thế giới.
Vốn khởi nghiệp bằng cách phỏng theo thần tượng Woody Guthrie, chất blues từ Robert Johnson, ngoài ra là "kiểu cách kiến trúc" từ Hank Williams, Dylan đã mang thêm vào nhạc folk thập niên 1960 thứ ca từ giàu có, đi kèm với "tính duy lý thứ văn học và thi ca cổ điển". Paul Simon cho rằng những sáng tác thuở đầu của Dylan đã vượt ra khỏi khuôn khổ của nhạc folk thông thường: "[Những ca khúc] vô cùng phong phú... với giai điệu mạnh mẽ. "Blowin' in the Wind" có giai điệu vô cùng ấn tượng. Anh ấy đã thả mình đi xa hơn môi trường nhạc folk mà chính anh là một phần trong đó. Anh ấy đã góp phần định nghĩa lại thể loại này."
Khi Dylan thay đổi từ nhạc folk mộc pha blues sang rock, việc hòa trộn các yếu tố trở nên phức tạp. Với nhiều nhà phê bình, thành tựu lớn nhất của Dylan là những ảnh hưởng văn hóa vô tận từ bộ 3 album thập niên 1960: Bringing It All Back Home, Highway 61 Revisited và Blonde on Blonde. Mike Marqusee viết: "Trong khoảng cuối năm 1964 tới mùa hè năm 1966, Dylan đã tạo ra một khổi lượng sản phẩm không thể lẫn lộn. Hòa quyện folk, blues, đồng quê, R&B, rock'n'roll, Phúc âm, British beat, thơ tượng trưng, thơ cách tân và thi ca thế hệ Beat, chủ nghĩa siêu thực và Dada, theo kèm là biệt ngữ và quan điểm xã hội, Fellini và tạp chí Mad, anh ấy đã cố gắng tạo nên chất giọng nghệ sĩ và quan điểm nhất quán và căn nguyên. Vẻ đẹp của những album trên vẫn giữ được tính kinh ngạc và giải trí."
Sự nghiệp của Dylan cũng được nghiên cứu tỉ mỉ từ những nhà chuyên môn cũng như những nhà thơ. Nhà phê bình văn học Christopher Ricks từng cho công bố cuốn sách dày tới 500 trang về những nghiên cứu tác phẩm của Dylan, đặt ông ngang hàng với Eliot, Keats và Tennyson, cho rằng Dylan hoàn toàn xứng đáng là một nhà thơ đúng nghĩa. Nhà thơ từng đoạt giải thưởng quốc gia, Ngài Andrew Motion, từng đề nghị rằng ca từ của Dylan nên được đưa vào chương trình giảng dạy nhà trường. Kể từ năm 1996, rất nhiều lần Dylan được có tên trong danh sách đề cử Giải Nobel Văn học của Viện hàn lâm Thụy Điển.
Chất giọng kỳ lạ của Dylan cũng gây được nhiều sự chú ý. Robert Shelton từ tờ New York Times miêu tả nó như "thứ khàn đục gợi nhớ về Guthrie, nhưng cũng chua chát như Dave Van Ronk." David Bowie, trong ca khúc tri ân "Song for Bob Dylan", cho rằng Dylan đã hát bằng "chất giọng như có cả cát với keo hồ". Khả năng hát của Dylan được cải thiện khi ông tham gia cùng những ban nhạc rock 'n' roll chơi lót; nhà phê bình Michael Gray đánh giá phần hát của Dylan trong ca khúc "Like a Rolling Stone" đã đạt tới "điểm trẻ trung và châm biếm cay độc". Chất giọng của Dylan trong thập niên 1980, đối với nhiều nhà phê bình, còn ấn tượng hơn. Christophe Lebold viết trên tờ Oral Tradition rằng "Chất giọng gần như vỡ vụn của Dylan đã cho phép anh ta giới thiệu với thế giới tính âm thanh hoàn toàn mới của ca khúc — giọng hát đã mang chúng ta qua bao góc nhìn của thế giới tan vỡ, sụp đổ. Hạt nhân của thế giới đó trong "Everything is Broken" chính là ví dụ minh chứng những chủ đề liên quan thực sự hòa hợp với chất giọng đặc trưng ấy như thế nào."
Sự nghiệp của Dylan gây ảnh hưởng lớn tới nhiều thể loại âm nhạc khác. Edna Gundersen viết trên tờ US Today: "Thứ DNA âm nhạc của Dylan đã len lỏi vào từng dòng chảy của nhạc pop kể từ năm 1962." Nhạc sĩ nhạc punk Joe Strummer của The Clash ca ngợi Dylan "đã đặt nền móng cho ca từ, giai điệu, sự nghiêm túc, tính tinh thần và sự sâu sắc của nhạc rock". Những nghệ sĩ tên tuổi khác từng thừa nhận bị ảnh hưởng từ Dylan còn có John Lennon, Paul McCartney, Pete Townshend, Neil Young. Bruce Springsteen, David Bowie, Bryan Ferry, Nick Cave, Patti Smith, Syd Barrett, Joni Mitchell và Tom Waits. Dylan cũng được coi là người mở đầu cho những thành công của The Byrds và The Band: The Byrds có được vị trí quán quân đầu tiên với ca khúc "Mr. Tambourine Man" và album cùng tên, trong khi The Band khởi nghiệp là ban nhạc chơi lót cho Dylan, thu âm The Basement Tapes vào năm 1967 và sau đó trình bày 3 ca khúc chưa từng được phát hành của Dylan trong album đầu tay của họ.
Nhiều nhà phê bình cho rằng vài góc nhìn của Dylan trở thành quan điểm chung cho âm nhạc quần chúng. Trong cuốn Awopbopaloobop Alopbamboom, Nik Cohn viết: "Tôi không đứng dưới góc nhìn của Dylan như một nhà tiên tri, một vị cứu tinh trẻ tuổi hay bất kể điều gì khác mà người ta từng trọng vọng. Cái cách mà tôi nhìn cậu ấy đó là một kẻ có chút tài năng đi cùng với một năng khiếu vĩ đại để tự tôn." Cây bút người Úc Jack Marx đặt Dylan về sự thay đổi trong hình tượng của một ngôi sao nhạc rock: "Thứ không phải bàn cãi đó là Dylan đã tạo nên phong thái kiêu ngạo, đầy giọng giả thanh mà sau này trở thành phong cách chủ đạo của nhạc rock, điều mà tất cả mọi người, từ Mick Jagger cho tới Eminem đều phải tự nhủ bản thân học theo."
Một vài nghệ sĩ khác lại có quan điểm khá trái ngược. Joni Mitchell gọi Dylan là "kẻ cắp" và giọng ca của ông là "giả tạo" trong bài phỏng vấn trên tờ Los Angeles Times năm 2010 khi cho rằng bà và Dylan có quá nhiều nét tương đồng vì cả hai đều có chung tính cách. Nhận xét của Mitchell dẫn tới hàng loạt đánh giá việc Dylan vay mượn yếu tố từ những nghệ sĩ khác, bao gồm cả đồng tình và chỉ trích. Năm 2013, Mitchell trả lời trong bài phỏng vấn với đài CBC rằng những lời bà nói với tờ Los Angeles Times đã bị đưa "hoàn toàn ra khỏi ngữ cảnh đúng của nó", và người thực hiện phỏng vấn là một "gã tồi". Mitchell bổ sung: "Tôi thích rất nhiều sáng tác của Dylan. Về mặt âm nhạc, anh ta cũng không thực sự tài năng. Anh ấy mượn giọng từ những tiền bối. Anh ấy có cả đống thứ vay mượn. Anh ấy cũng không phải là một tay guitar giỏi. Nhưng anh ấy đã sáng tạo ra một tính cách riêng để thể hiện ca khúc của mình."
Trò chuyện với Mikal Gilmore của tạp chí Rolling Stone năm 2012, phản ứng trước những cáo buộc "ăn cắp", đặc biệt với việc lấy nguyên một đoạn thơ của Henry Timrod để đưa vào album Modern Times, Dylan trả lời đó là "một phần của truyền thống".
Nếu như những sản phẩm trong thập niên 1960 của Dylan được coi là góp phần mang tính trí tuệ tới âm nhạc quần chúng thì giới phê bình thế kỷ 21 ngày nay đánh giá ông đã mở rộng văn hóa nhạc folk đi xa hơn rất nhiều so với lúc ông mới hòa nhập với nó. Cùng lúc với đợt phát hành bộ phim tiểu sử về Dylan I'm Not There của đạo diễn Todd Haynes, J. Hoberman viết trên tờ Village Voice vào năm 2007:
"Nếu Elvis không ra đời thì hẳn sẽ có một ai khác mang rock 'n' roll đến với thế giới. Nhưng không có cái logic đó với Bob Dylan. Không có một điều gì trong lịch sử cho rằng đó là một Elvis tới từ Hibbing, Minnesota, thoát khỏi làn sóng nhạc folk từ làng Greenwich để trở thành gã ca sĩ lập dị đầu tiên và xuất sắc nhất nhạc rock 'n' roll và từ đó – với lượng danh hiệu và sự ngưỡng mộ không thể đếm xuể – hòa mình vào văn hóa nhạc folk theo cách riêng của mình."
Trong dịp bán đấu giá bản gốc chép tay phần lời ca khúc "Like a Rolling Stone" vào tháng 6 năm 2014 mà Dylan ghi lại trên 4 mảnh giấy khi đang ở khách sạn vào năm 1965, Richard Austin của hãng đấu giá Sotheby's ở New York nói: "Trước khi phát hành "Like a Rolling Stone", các bảng xếp hạng chỉ tràn ngập những bản tình ca ngắn gọn và dễ nghe, có lẽ chỉ dài 3 phút hoặc ít hơn. Bằng cách mang tới một sáng tác dài tới 6 phút rưỡi qua một bài thơ tối tăm và đầy tính suy ngẫm, Dylan đã viết lại những nguyên tắc mới cho nhạc pop."